# 세브르 도자기
세브르 국립 제조소(Manufacture nationale de Sèvres)는 세브르에 위치한 주요 유럽 자기 제조소 중 하나이다. 여기서 세브르 도자기를 생산한다. 1740년에 설립된 뱅센 도자기의 후신으로 1756년에 세브르로 이전했다. 1759년부터 프랑스 왕실 또는 정부의 소유였다.
현재까지도 현대적인 오브제 제작에 상당 부분 기반을 두고 있다. 2010년에는 국립 도자 박물관과 함께 세라믹 시티의 일부가 되었으며, 2012년부터는 리모주의 아드리앵 뒤부셰 국립박물관과도 함께 운영되고 있다.

## 역사

### 기원

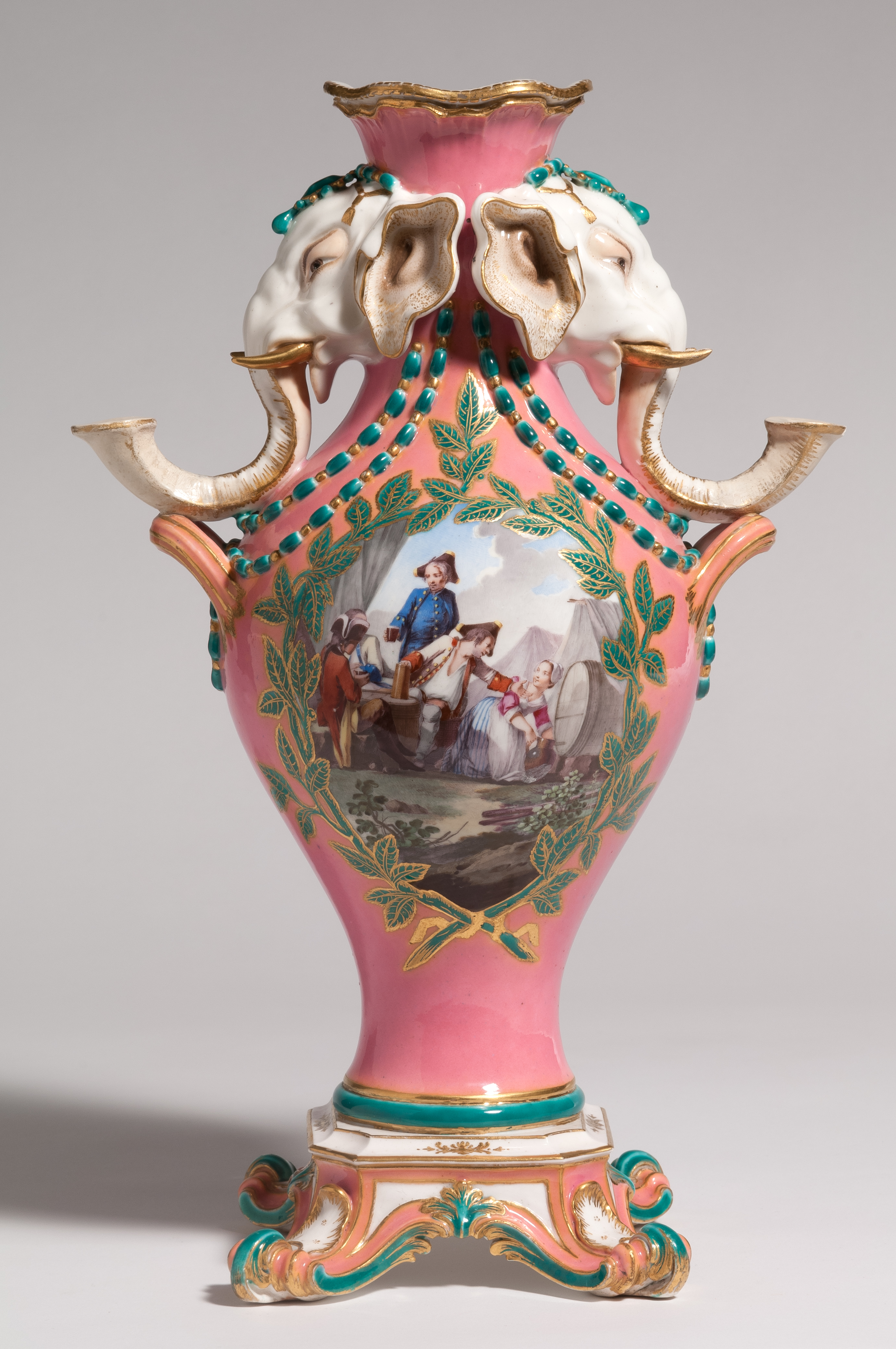
촛대 달린 코끼리 화병, c. 1760

1740년, 뱅센 제조소는 루이 15세의 폴란드 출신 왕비 마리 레슈친스카의 지원 덕분에 설립되었다. 마리 왕비는 젊은 시절 열렬한 자기 수집가로 알려져 있었다. 뤼인의 공작 회고록에 따르면, 마리 왕비가 1748년 4월 왕궁에서 이 회사로부터 받은 첫 번째 색깔 있는 자기 꽃을 선보이며 베르사유에서 자기의 유행을 촉진하여 샹티이 자기 및 독일의 마이센 자기와 경쟁하게 되었다고 한다. 루이 15세의 애첩 퐁파두르 부인이 뒤를 이어 1751년에 후원자가 되었다. 1756년까지 제조소는 벨뷰 성 근처에 퐁파두르 부인의 주도로 건설된 세브르 건물로 이전했다.
길이 130m, 4층 높이의 이 건물은 1753년에서 1756년 사이에 건축가 로랑 랭데가 "라 기아르드"라는 농장 터에 세웠다. 4층에 옛 왕립 유리 제조소의 시계가 놓인 페디먼트가 있는 중앙 파빌리온이 있었고, 양쪽 끝에는 모퉁이 파빌리온으로 끝나는 두 개의 긴 날개가 있었다. 파빌리온 앞에는 연철 울타리로 둘러싸인 "공공" 안마당이 있었다. 이 앞마당은 방문객을 위한 파티를 위해 한 달에 두 번 장식되었다.
건물 1층에는 점토 저장고, 서적, 원자재 저장실이 있었다. 2층에는 주조공, 석고공, 조각가, 조판공 작업실과 가마가 있었다. 3층에는 조각가, 선반공, 수리공, 포장공이 있었다. 마지막으로, 4층에는 화가, 도금공, 동물 및 인물 조각가가 작업했다.
장클로드 상벨랑 뒤플레시는 1748년부터 사망한 1774년까지 뱅센 도자기 제조소와 후신인 세브르의 예술 감독을 역임했다. 제조소는 1759년에 왕에게 매각되었지만, 퐁파두르 부인은 실질적으로 자유롭게 감독할 수 있었다. 그 후 디자인과 생산 모두에서 탁월한 품질의 시기가 이어졌으며, 프랑스 자기의 오래 지속되는 명성의 많은 부분을 창출했다. 가벼운 로코코는 자기 모양보다는 그림에만 국한하여 더 진지한 분위기를 띠게 되었다.

### 경질 자기의 발전

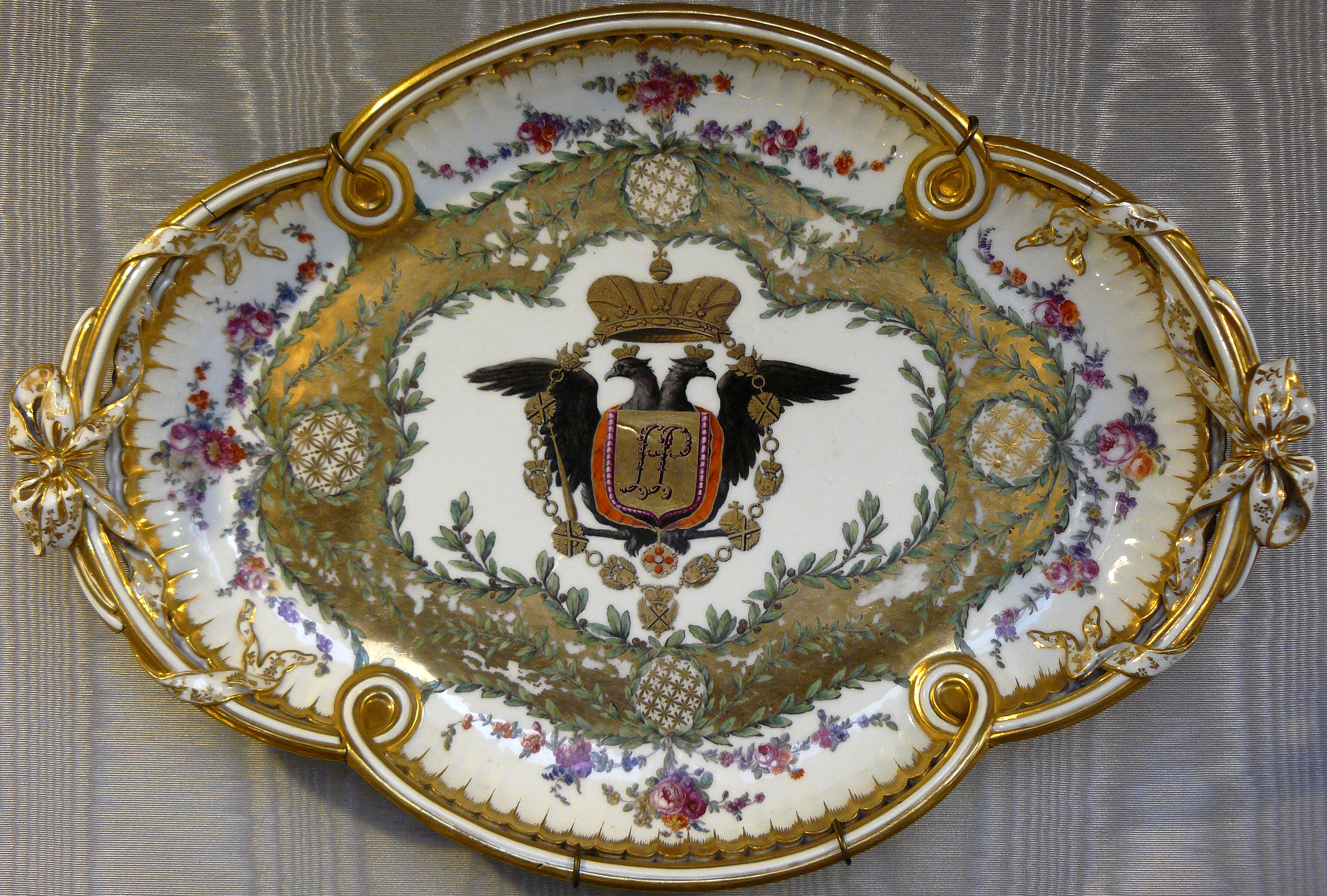
파벨 1세 (파벨 페트로비치)의 모노그램 (로마 문자) "PP"가 새겨진 8개 세트 중 경질 자기 접시, 1773년

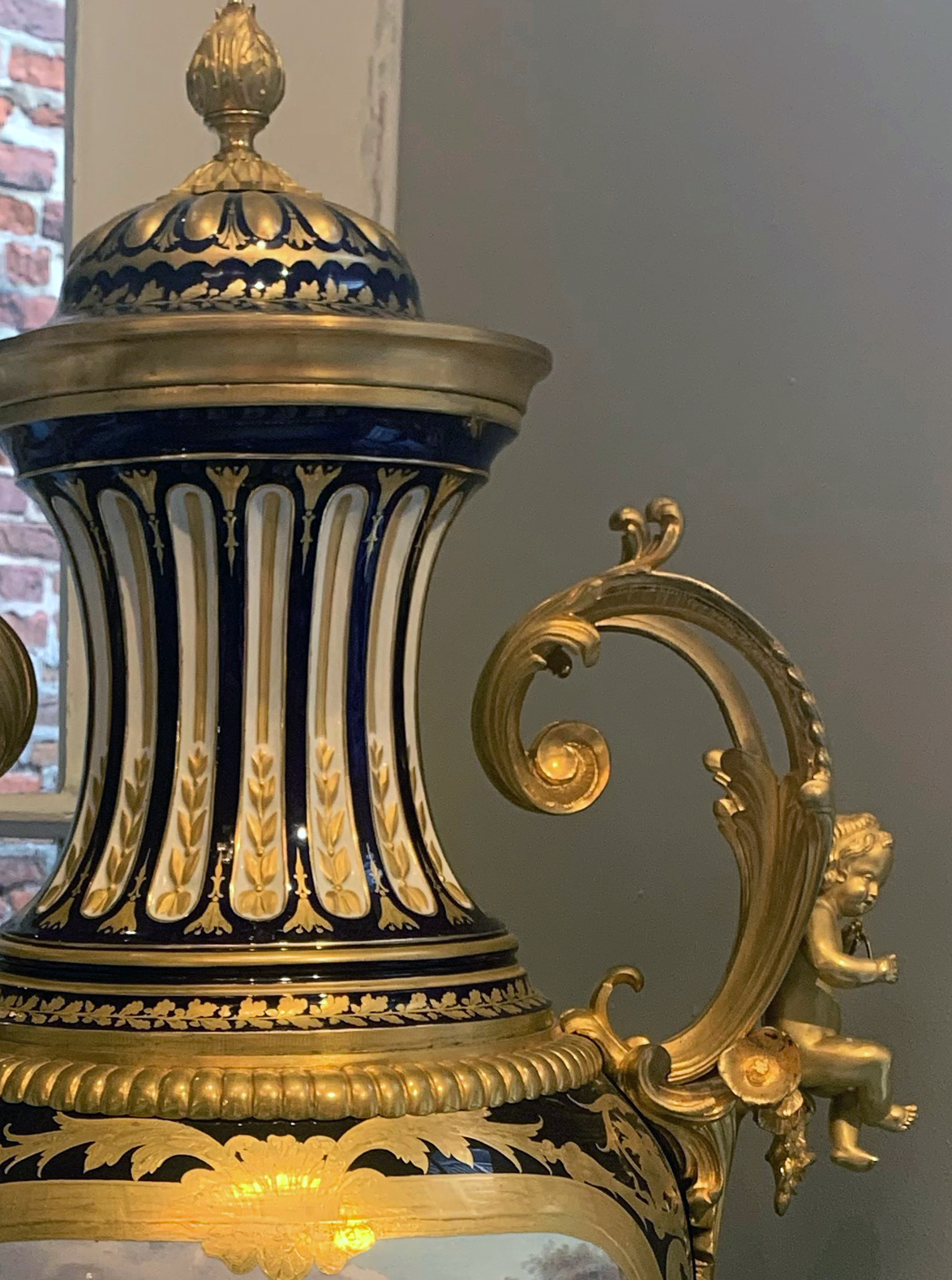
세브르 궁전 항아리 상세

초기에 제조소는 연질 자기를 생산했다. 1768년, 보르도 화학자 빌라리스와 그의 친구 장바티스트 다르네는 리모주 남쪽 생트이리외라페르슈에서 프랑스 땅에서 첫 번째 고령토 매장지를 발견했다. 1771년 2월 13일, 왕립 과학 아카데미의 드 티 드 밀리 백작은 아카데미에 경질 자기 제작에 관한 보고서를 보냈다. 이 보고서는 1777년 백과사전 도자기 예술 7권에 실렸다. 이 작품은 특히 마이센 등 독일의 여러 제조소 관찰에서 파생된 것이다. "지금까지 프랑스의 제조소 - 세브르도 예외는 아니다 -는 진짜의 일부 특성만 가진 유리 자기를 생산했을 뿐이다...".
경질 자기는 1770년 이후 세브르에서 제조되기 시작했지만, 연질 자기도 계속 생산되었으며, 1804년에 최종적으로 중단되었다. 뱅센은 가구에 끼워 넣기 위해 가구 제작자에게 판매되는 그림 판을 상당량 제작했지만, 세브르에서는 이것이 생산의 중요한 부분을 차지했다. 조각은 거의 전적으로 유약 처리되지 않은 비스킷 자기로 제작되었으며, 이는 뱅센의 "발명"이었다.
루이 시몽 부아조는 1774년부터 1800년까지 감독이었다. 프랑스 혁명 이전에도 초기에는 엄격했던 신고전주의 스타일은 앙시앵 레짐 궁정을 위한 상품에서 거창하고 화려하게 변하기 시작했다. 프랑스 자기 공장에 어려운 시기를 겪은 후 나폴레옹의 부상으로 이러한 경향이 심화되었다. 앙피르 양식은 호화로운 금도금, 강한 색상, 군사적 정복에 대한 언급이 특징이었다. 나폴레옹의 최종적으로 실패한 이집트 원정은 "신 이집트" 상품에 대한 유행을 촉발했다.
1800년, 나폴레옹은 내무장관으로서 알렉상드르 브롱냐르를 세브르 감독으로 임명했다. 그는 47년 동안 머물면서 많은 변화를 일으켰다. 공장은 식기류와 정부가 외교 선물로 사용하거나 줄 수 있는 꽃병 및 테이블 중앙 장식품과 같은 더 큰 장식품에 집중했다.
앙피르 양식은 세기가 진행됨에 따라 더욱 정교하고 화려하게 발전하여 프랑스 스타일로 "빅토리아 시대" 취향의 대부분을 발전시켰다. 1852년부터 1870년까지의 제2제국 시대에는 세브르에서 루이 16세 양식이 부활했으며, 종종 더 진하게 그림을 그리고 금도금했다. 공장에서 보관했던 많은 옛 주형이 다시 사용되었다. 앙리 빅토르 레뇨는 1854년에 감독이 되었다.
1875년, 제조소는 생클루 공원 옆에 프랑스 국가가 특별히 건설한 건물로 이전했다. 오늘날에도 이곳에 위치하며 역사 기념물로 분류되어 있지만 여전히 운영 중이다.
세브르는 1870년 이후 자포니즘의 희석된 형태로 전환했으며, 1897년에는 새로운 예술 감독 A. 상디에가 새로운 아르누보 양식을 도입했고, 약 10년 후에는 아르데코로 이어지는 양식을 선보였다.
1920년, 제1차 세계 대전이 끝날 무렵 오스만 제국과 연합국 간의 평화 조약인 세브르 조약이 이 공장에서 서명되었다.

### 왕립 제조소의 여성들
뱅센 제조소에는 1748년 마담 그라방의 지휘 아래 20명의 젊은 여성으로 구성된 "꽃집"이 설립되었다. 1753년 여성들이 공장에서 금지될 때까지 이 활동을 계속했다. 1756년 세브르는 200명의 남성 노동자를 고용했다.
"... [꽃집] 이후 뱅센과 세브르에서 계속 일했던 소수의 여성들은 이제부터 집에서 일하며, 물건을 가져오고 집에 가져가서 매일 다시 가져왔다. 그들이 그림을 그리고 광택을 냈던 섬세한 물건을 깨뜨릴 위험에도 불구하고 말이다.".

## 자기 생산

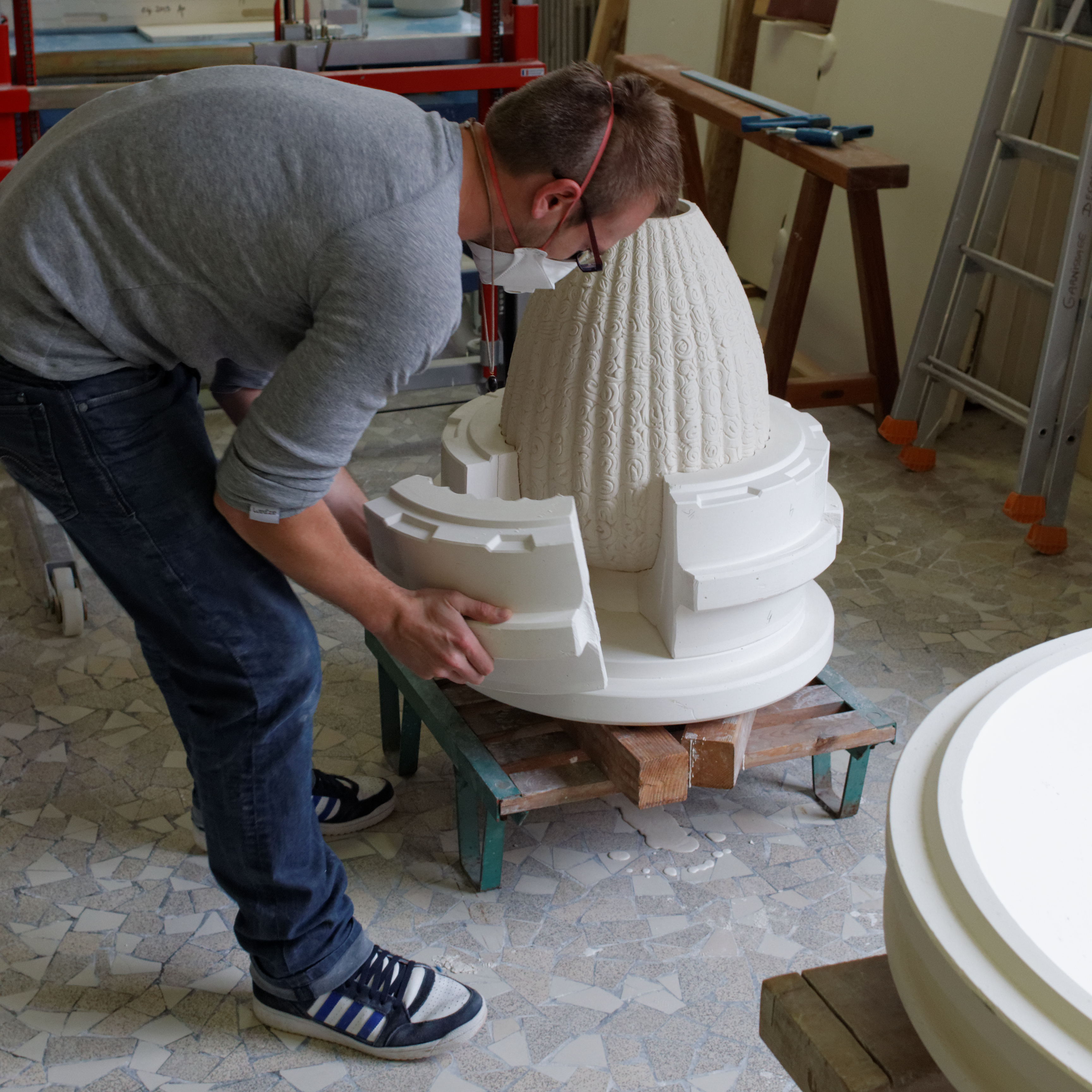
꽃병에서 주형 조각을 제거하는 모습

공장에는 시작부터 거슬러 올라가는 방대한 주형 컬렉션이 보관되어 있으며, 옛 모양과 새 모양의 생산을 혼합하고 있다. 슬립 캐스팅은 꽃병과 같은 "속이 빈" 물건에 대한 주요 기술이다.
전통적으로 고령토는 리모주 근처의 생트이리외에서 가져왔다. 오늘날에는 많은 공급원이 있다. 소성 후 고령토 페이스트 위에 에나멜로 적용되는 유약은 주로 마르코냐 페그마타이트에 장석과 석영을 혼합하여 만든다.
세브르 블루는 제조소의 특징적인 색상이다. 유약에 혼합된 코발트 산화물로 만든다.

### 19세기 가마

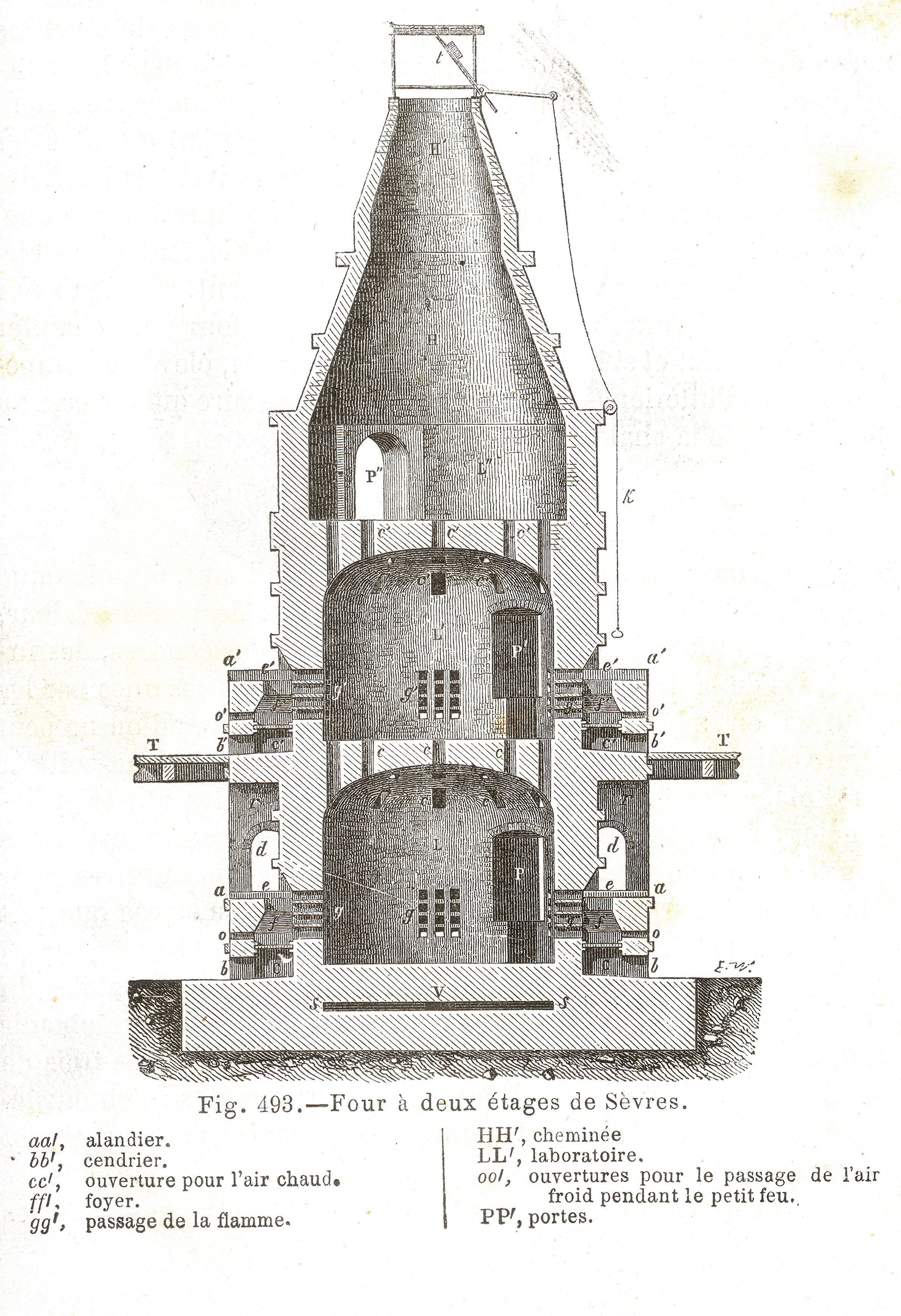
2층 세브르 가마, 1864년

도예가 앙브루아즈 밀레는 1883년 53세에 제조소를 떠나기 전까지 반죽 가마 소장 겸 제조 최고 책임자로 재직했다. 앙브루아즈 밀레의 주요 업무 중 하나는 1877년 6개의 큰 아나가마 가마를 건설하는 것이었다. 이 가마들은 오늘날 프랑스 역사 기념물로 지정되어 있다.
가마는 원통형 몸체로 구성되며 세 층으로 나뉜다. 가장 낮은 층은 "제1 작업실"이라고 불리며 직경 2.6m, 높이 3m이다. 중간 층은 "제2 작업실"이라고 불리며 직경 2.6m, 높이 2m이다. 가장 위층은 높이 2m의 굴뚝 콘이다. 소성실은 제1 작업실 바닥에 있는 개구부로 높이 1m, 폭 0.58m, 깊이 0.29m이다. 제1 작업실과 제2 작업실 사이의 돔에는 중앙에 큰 연도가 있고 가장자리에 9개의 작은 연도가 있다. 이 연도들은 불꽃을 안내하고 가열된 가스를 배출하는 역할을 한다. "연도 보호대"라고 불리는 격자가 불꽃을 분산시키도록 배열되어 있다. 제2 작업실 바닥에는 온도를 더 높이는 데 도움이 되는 작은 소성실이 있다. 오븐에는 열을 효과적으로 분산시키기 위한 4개의 소성실이 있다.
오븐을 가열하는 데는 자작나무 목재만 사용된다. 강하고 빠른 연소는 균일하고 불꽃이 길며 재가 거의 발생하지 않는다. 이 목재만 필요한 고온(작은 불에서는 800°C, 주 불에서는 거의 1300°C)으로 오븐을 올릴 수 있다. 목재 통나무는 길이가 73cm이다. 오븐은 비스킷 자기를 15-16시간 안에, 유리 또는 유약 처리된 자기를 11-12시간 안에 소성할 수 있다. 한 번의 소성에는 25입방미터의 목재가 필요하며, 이는 온도를 높이기 위해 특수 기술을 사용하여 48시간 동안 태운다. 오븐은 식는 데 15일에서 20일이 걸린다. 오븐 문을 막는 벽은 오븐을 비우기 위해 해체된다. 정확한 크기에 따라 한 번에 100개의 조각이 소성된다.
소성 과정은 다른 기술로는 얻을 수 없는 비할 데 없는 유약 품질을 도자기에 부여한다. 이는 오븐 내의 높은 열 균일성과 매우 점진적인 냉각 과정 때문이다. 무엇보다도 이 오븐은 세브르가 특기로 삼아온 대형 조각을 생산하는 데 독특한 능력이 있다.
목재를 이용한 마지막 대형 소성은 2006년 10월에 이루어졌다. 이 조각들이 파리 제조소 갤러리에 전시된 전시회인 불의 시험 (l'Epreuve du Feu)을 위해 거의 180개의 조각이 생산되었으며, 이후 분산되었다. 오븐이 타기 시작할 때 문을 여는 모습이 텔레비전으로 생중계되었다. 다음 소성은 제조소 공식 웹사이트에 발표될 예정이다.
이러한 특별한 소성 외에도 제조소는 모든 현대 생산에 전기 오븐을 사용한다.

## 오늘날의 제조소

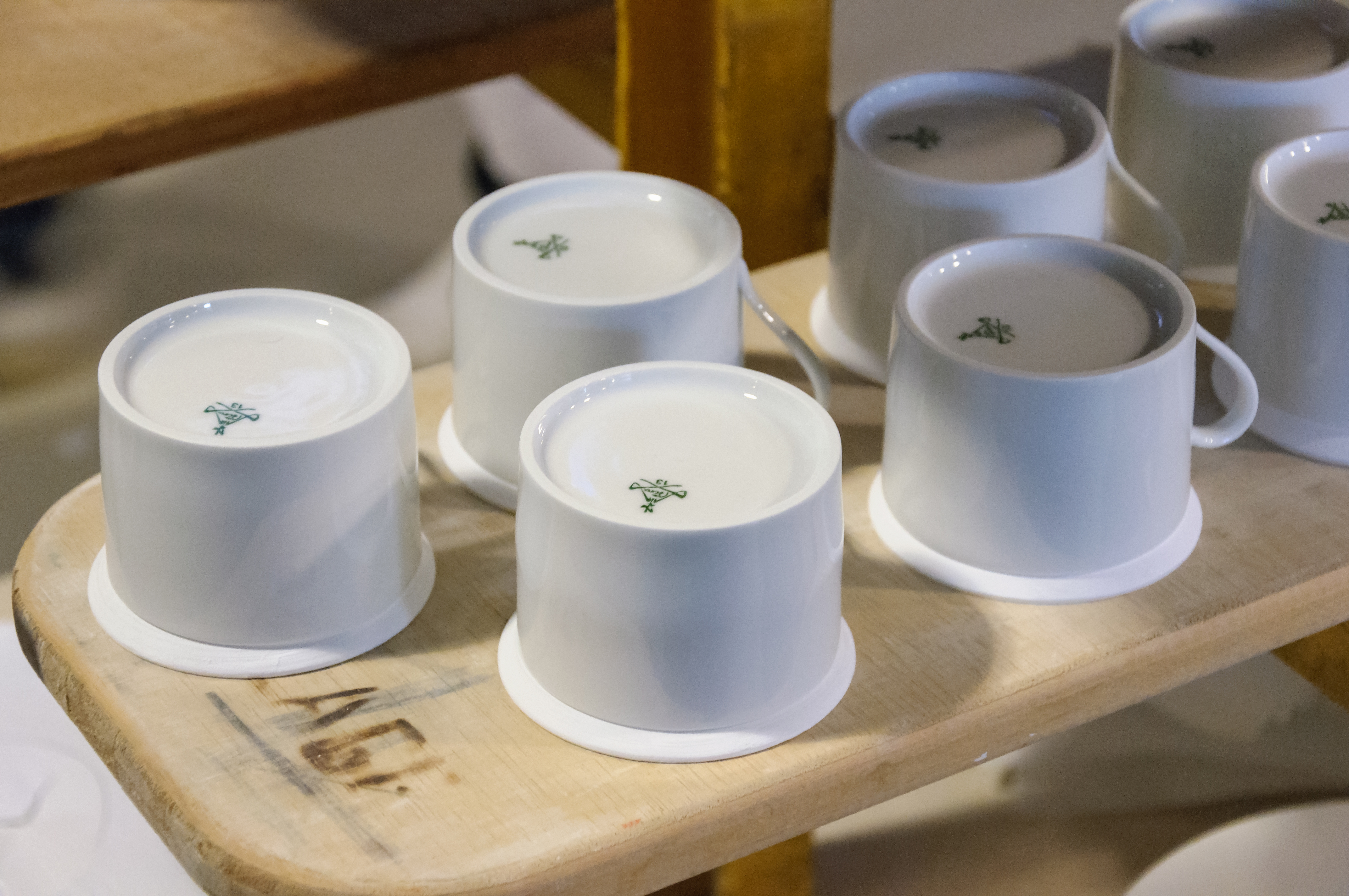
"흰 오븐"에서 생산된 리트롱 서비스 찻잔, 제조소 표시가 있다.

2009년까지 세브르 국립 제조소는 프랑스 문화통신부에서 관리하는 '국가 역량 서비스' (Service à compétence nationale)였다.
2009년 12월 26일 법령에 따라 2010년 1월 1일부터 국립 도자 박물관과 함께 공공 기관 세브르 – 세라믹 시티 (Sèvres – Cité de la céramique)를 형성했다. 2012년 5월 1일, 아드리앵 뒤부셰 국립 도자 박물관도 이 공공 기관에 포함되었으며, 이름은 세라믹 시티 – 세브르와 리모주로 변경되었다.
공공 기관이 된 이후, 1740년 기원에 따라 수공예 기법을 사용하여 예술적인 도자 작품을 생산하는 것을 임무로 삼고 있으며, 옛 모델의 복제와 현대 창작 모두 포함한다. 국가 요구 사항과 상업적 판매를 위한 품목을 생산하며, 도자기 분야의 기술 및 예술 연구를 촉진하는 역할을 맡고 있다. 고급 품목에 집중하여 높은 수준의 장인 정신을 유지하며, 산업 규모의 대량 생산은 소홀히 한다.
제조소의 창작품은 세브르에 있는 한 곳과 파리 중심부 파리 1구의 루브르 박물관과 코메디 프랑세즈 사이에 있는 다른 한 곳, 두 곳의 갤러리에서만 전시된다. 제조소는 또한 전 세계에서 많은 전시회를 개최하고 여러 현대 미술 축제에 참여한다.

## 주목할 만한 예술가

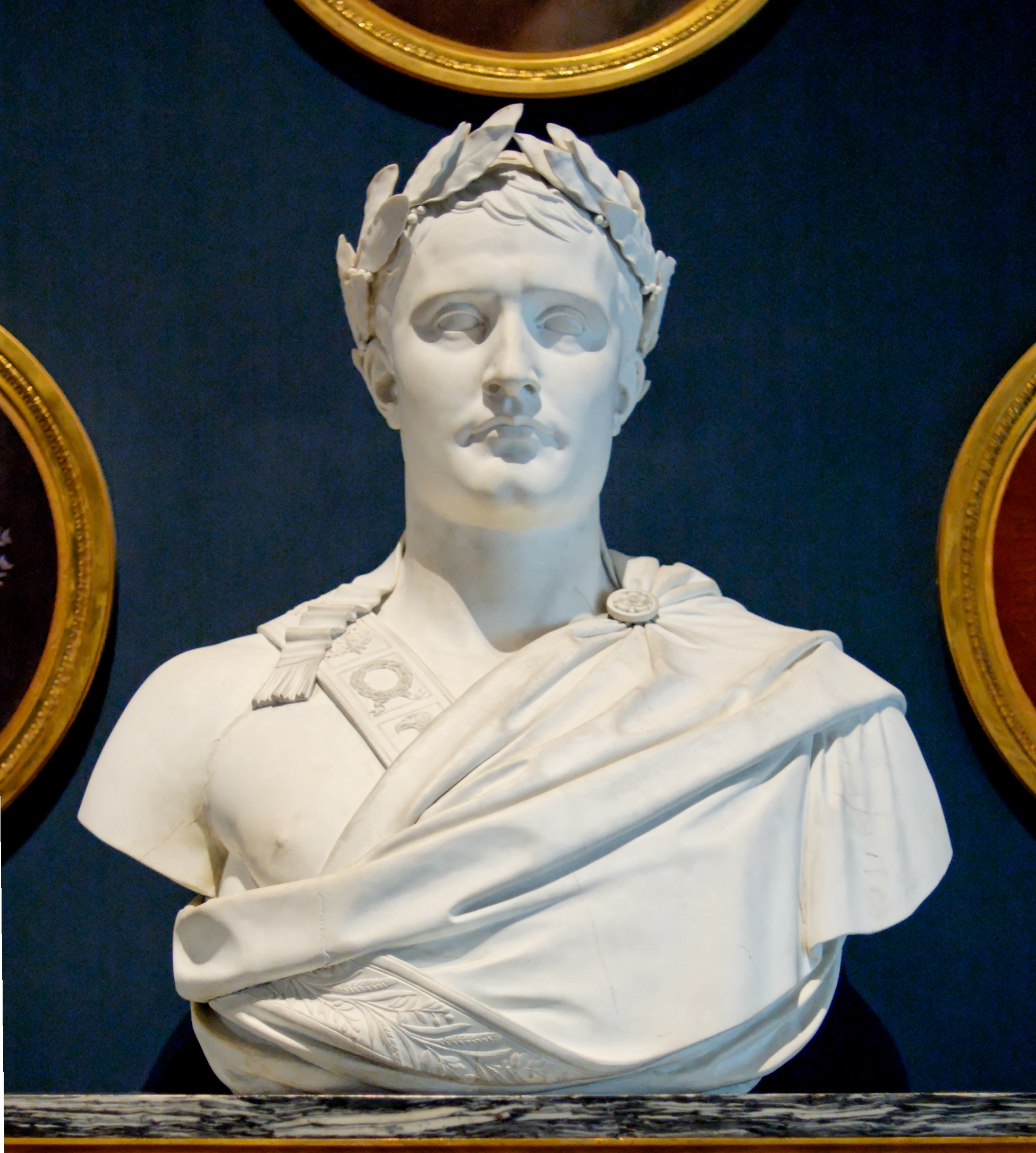
앙투안 드니 쇼데의 나폴레옹 흉상 (루브르 박물관, 1811년)

우수성과 명성으로 인해 제조소는 항상 최고의 도예가들을 매료시켰다. 가장 잘 알려진 예술가 중 일부는 다음과 같다:
- 피에르 알레친스키
- 장 아르프
- 프랑수아 부셰
- 루이즈 부르주아
- 펠릭스 브라크몽
- 알렉산더 콜더
- 에티엔 모리스 팔코네
- 장오노레 프라고나르
- 구사마 야요이
- 오귀스트 로댕
- 조반니 바티스타 티에폴로

## 갤러리

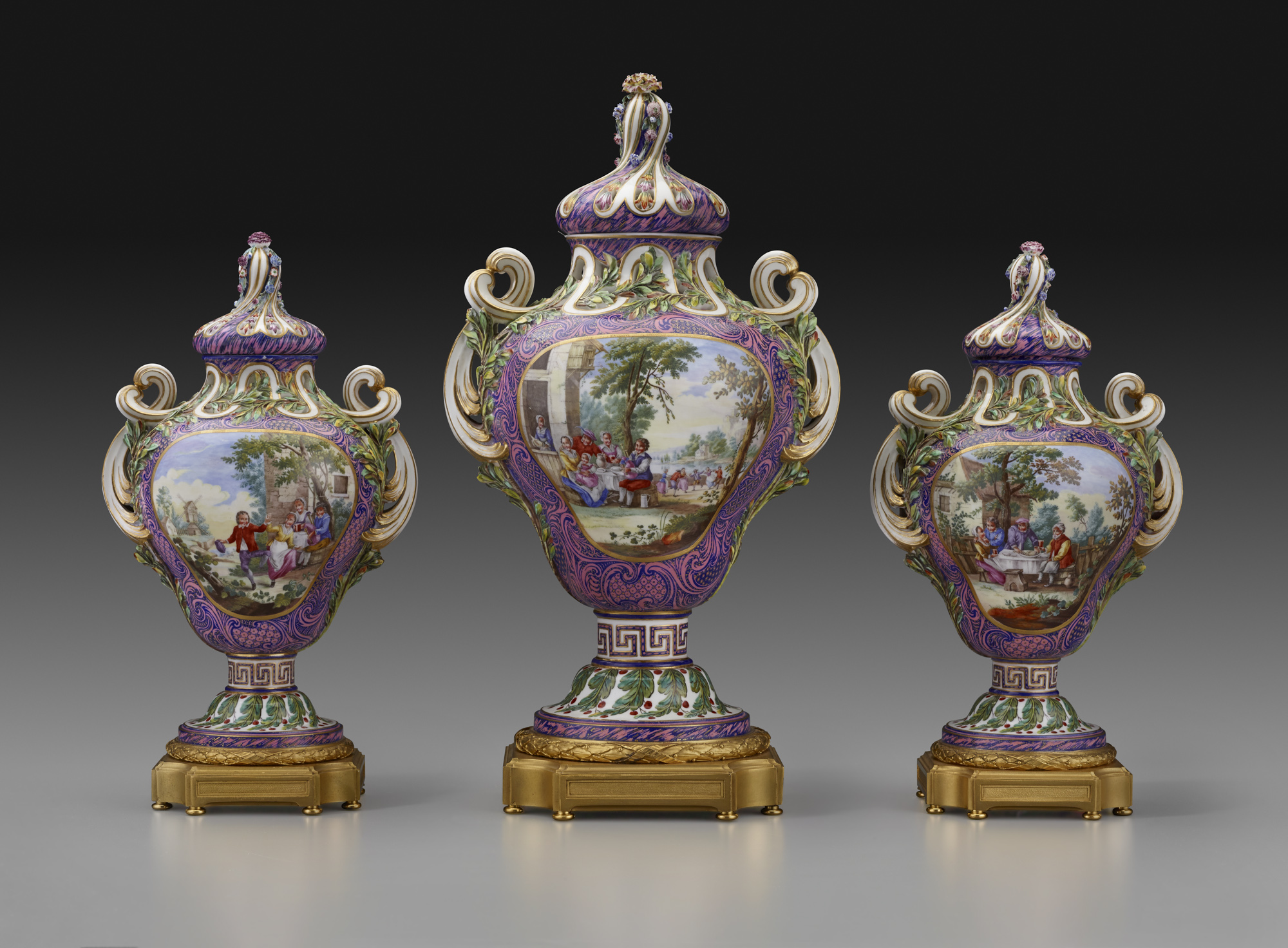
프릭 컬렉션, 뉴욕 소장, c. 1762년 플랑드르 장면과 풍경이 있는 포푸리 미르테, 금도금 청동 받침대 위에 연질 자기

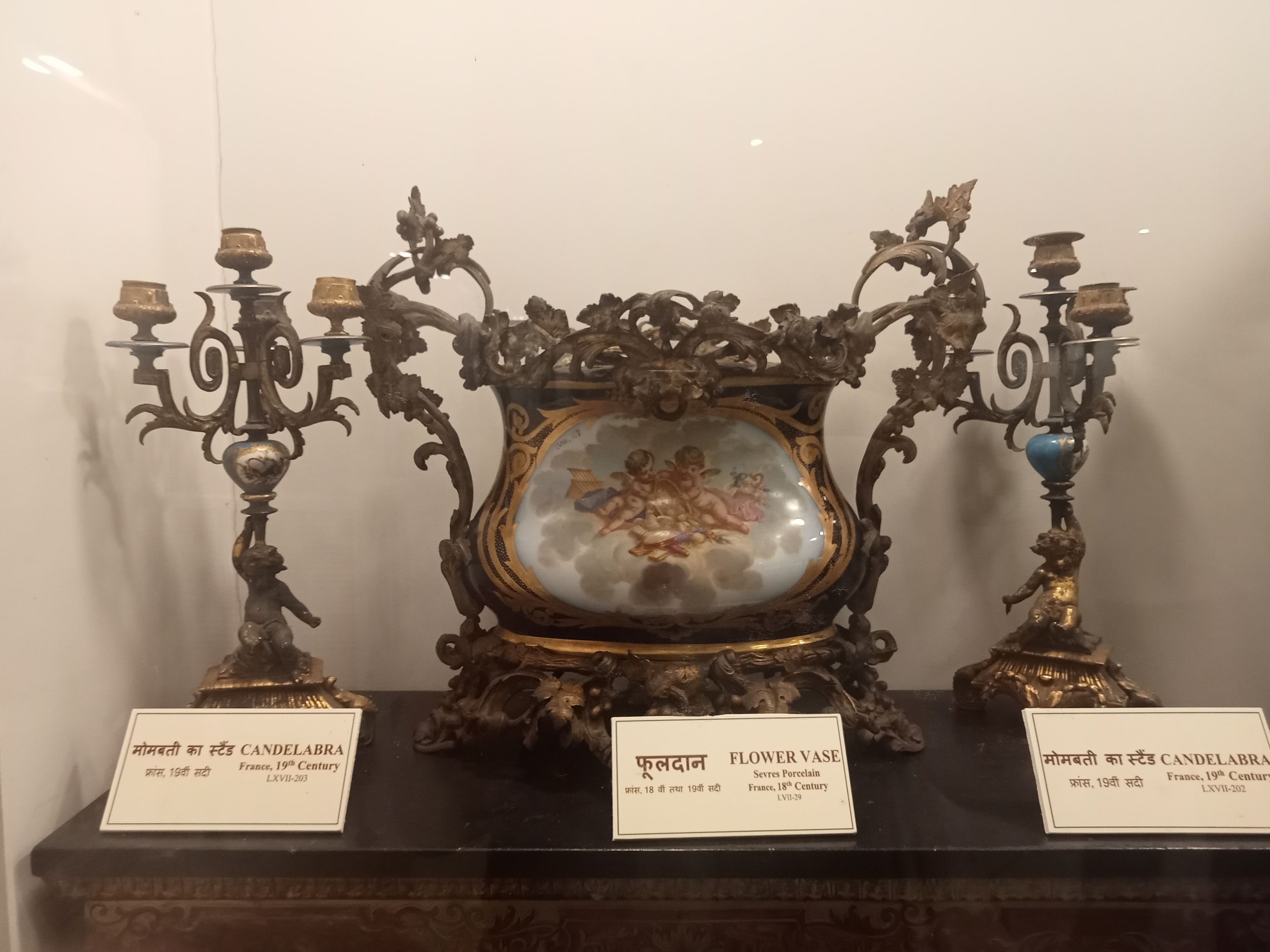
18세기 세브르 꽃병, 인도 살라르 장 박물관에 전시

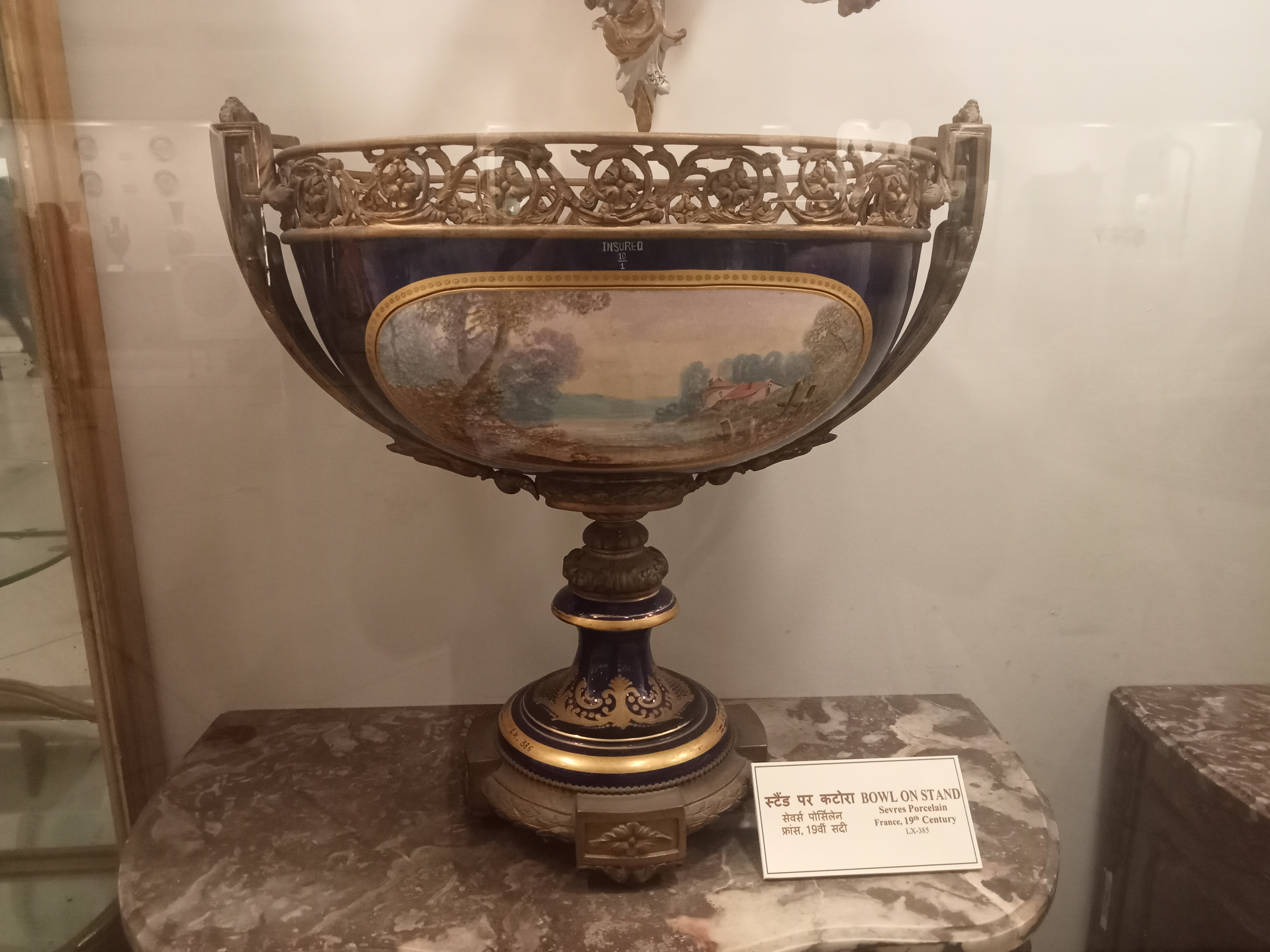
19세기 세브르 자기 꽃병, 인도 하이데라바드 살라르 장 박물관에 전시

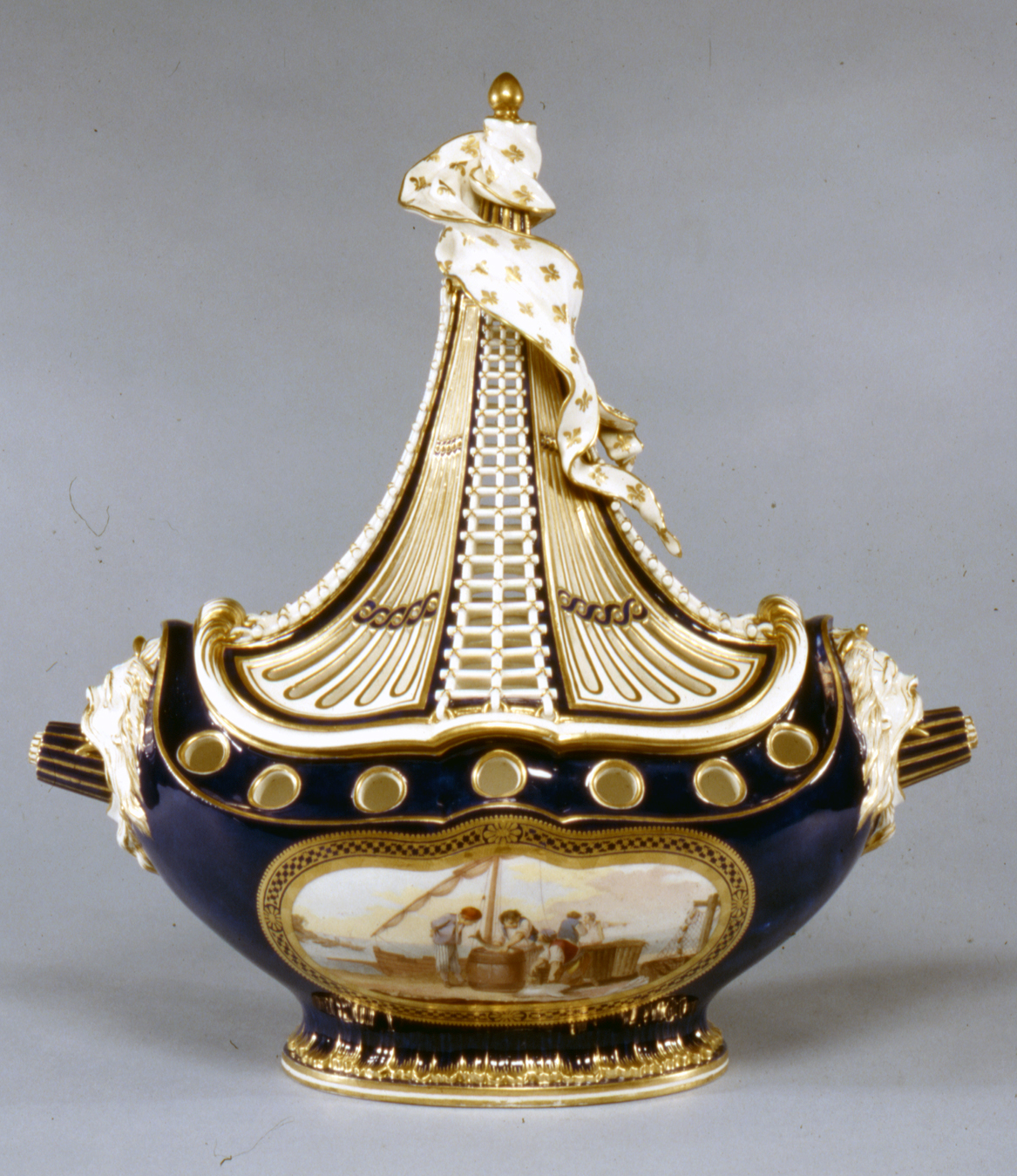
1764년 세브르 선박 모양 포푸리 화병, 또는 Vase à vaisseau. 가장 유명한 모양 중 하나로 10개만 남아 있다.
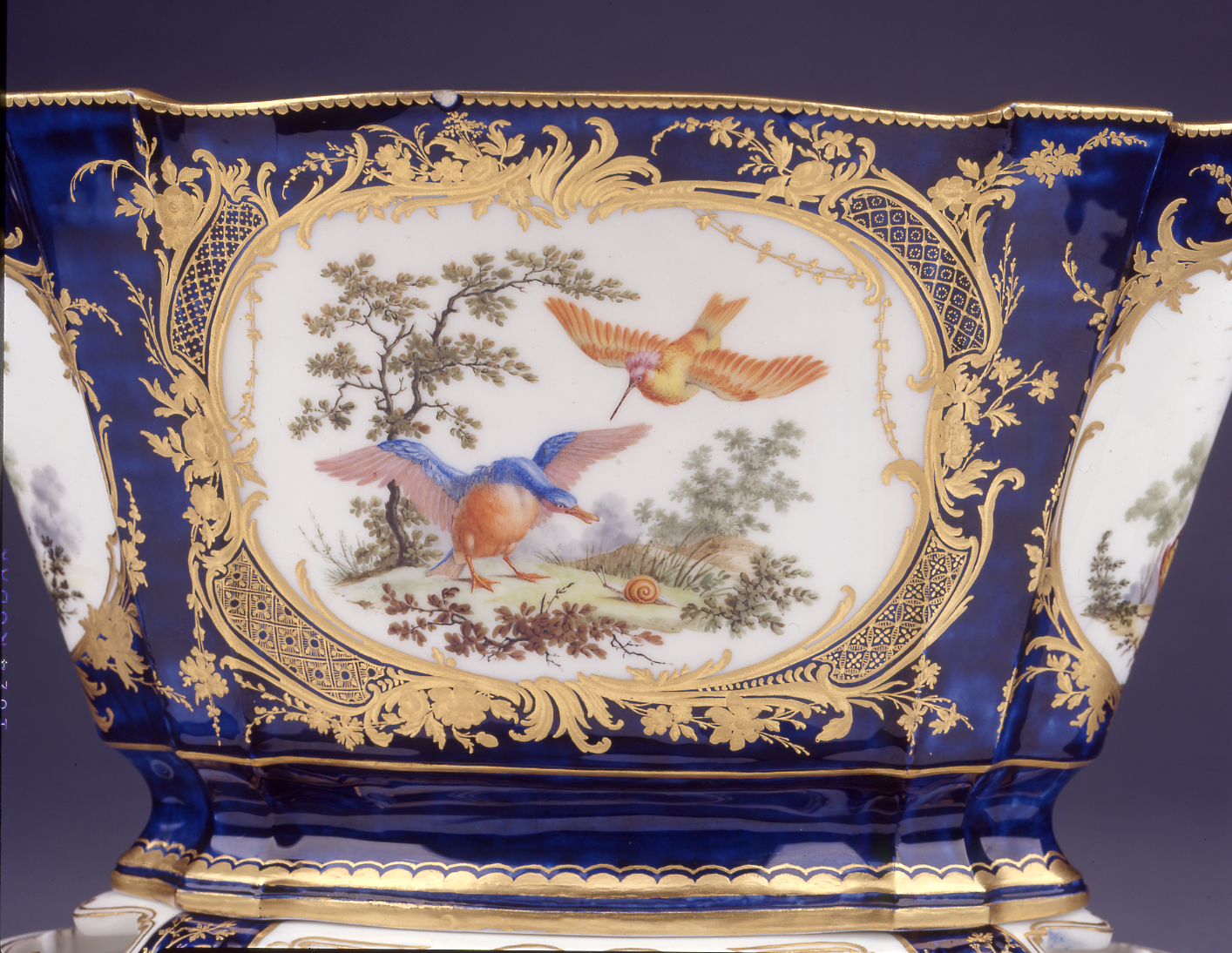
1758년 워데스던 매너 소장 부채 모양의 화분과 받침
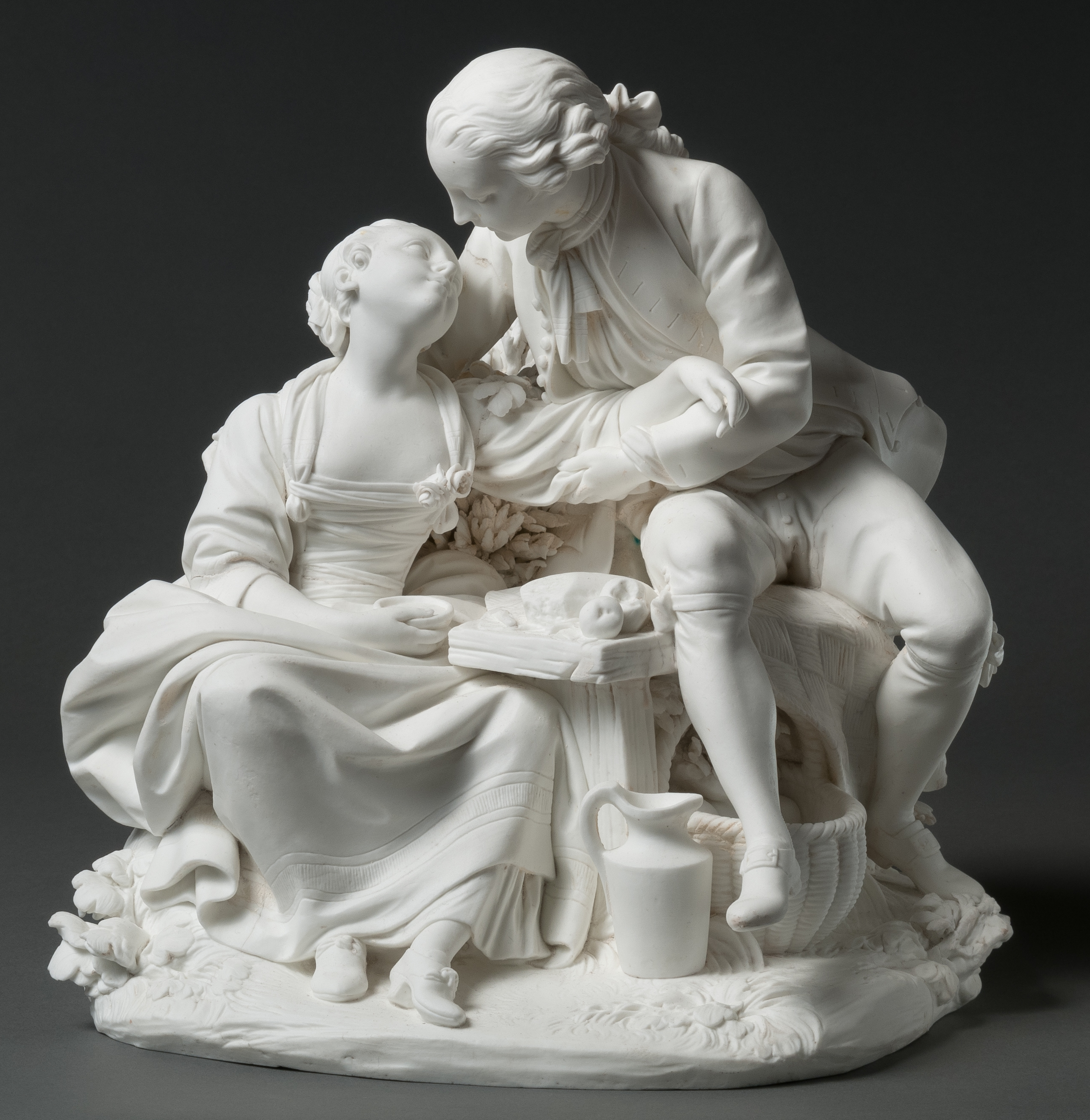
1764년 경 워데스던 매너 소장 비스킷 자기 아네트와 루빈
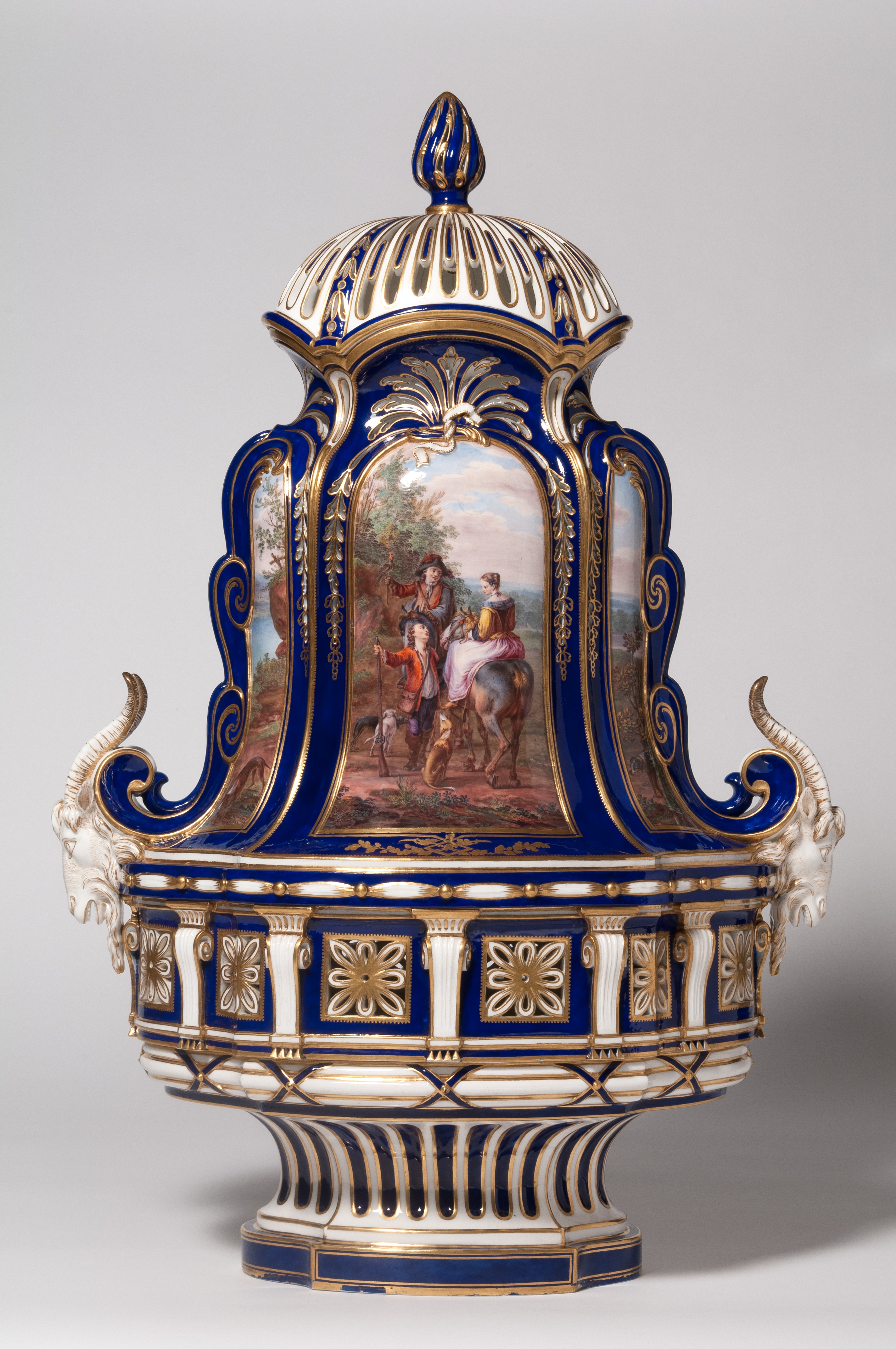
1763년 워데스던 매너 소장 포푸리 화병
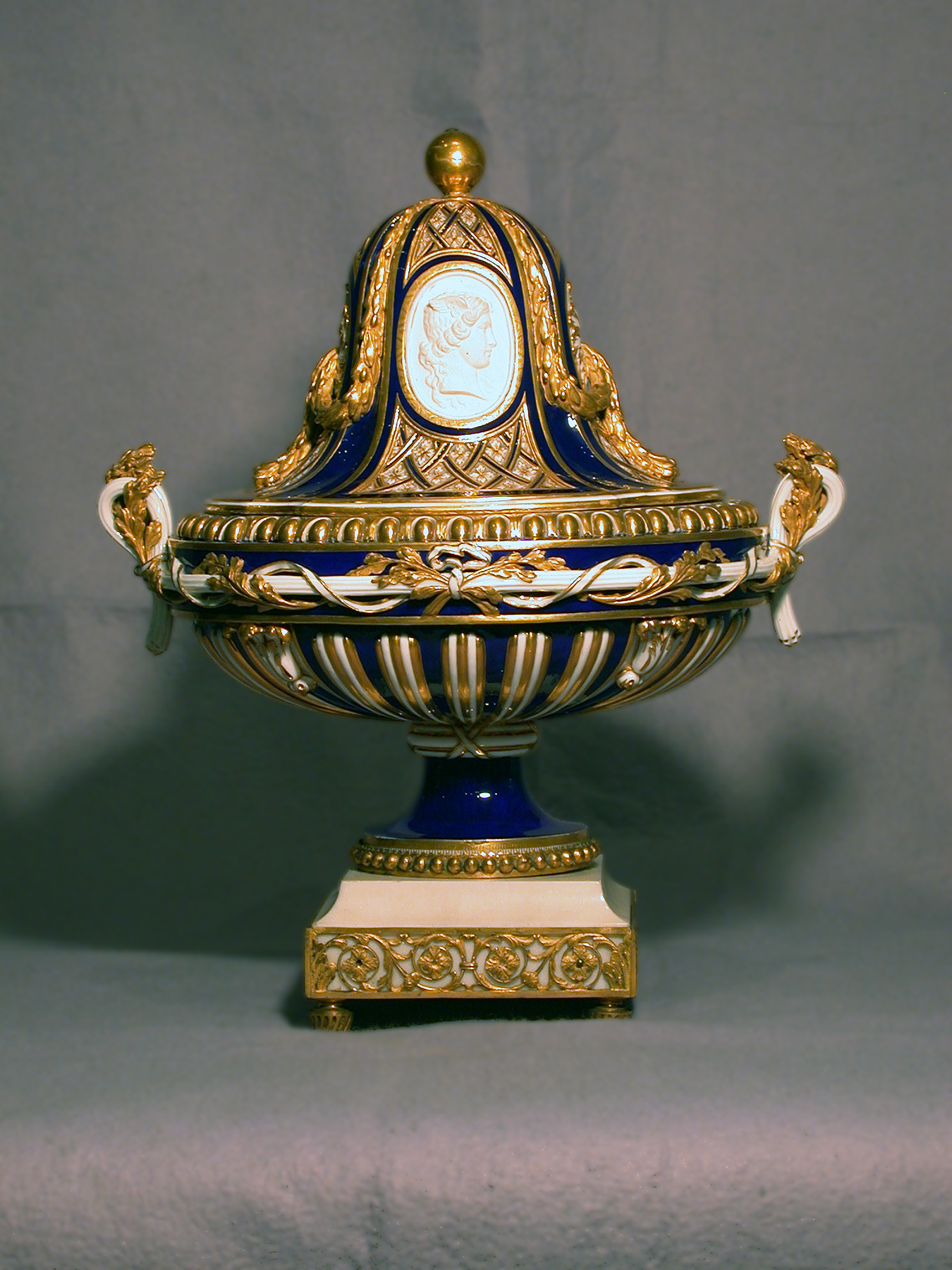
초기 신고전주의 양식의 포푸리 vase ovale Mercure, c. 1770 (월터스 미술관)
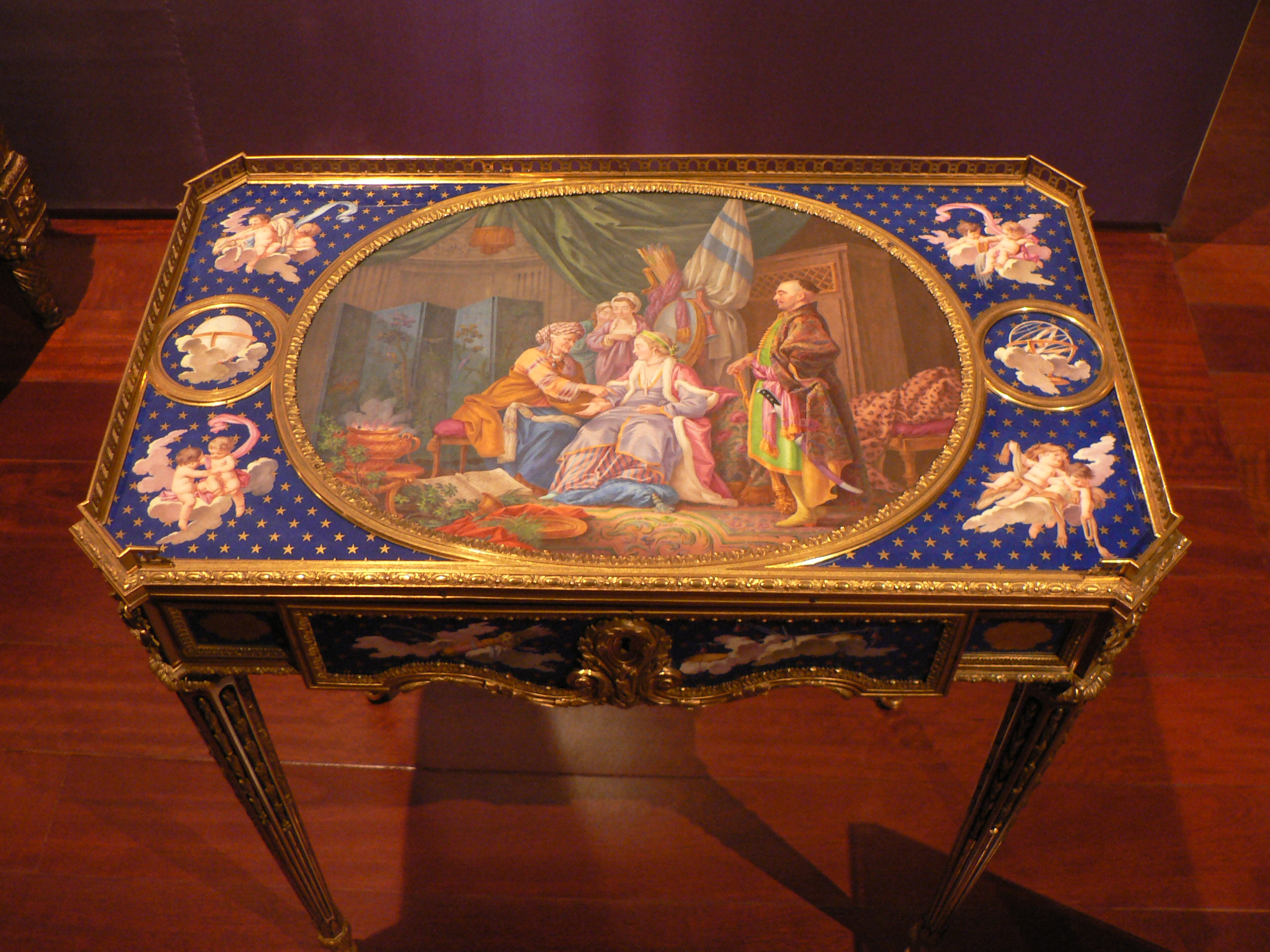
도자기 판이 박힌 책상 (칼루스테 굴벵키앙 미술관, 1772년)
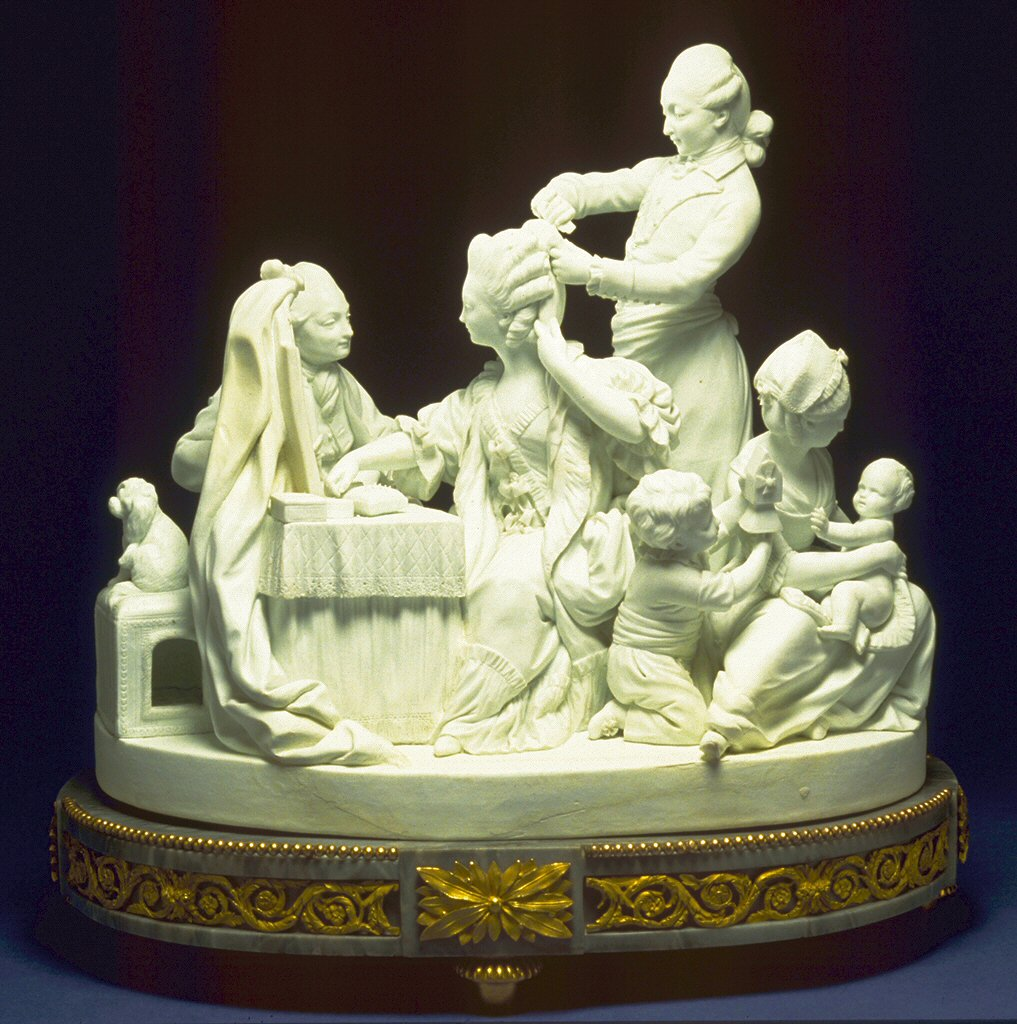
마담의 화장: 경질 자기, 대리석, 오르몰루 받침, 1775년, 상류층 생활의 일상 장면
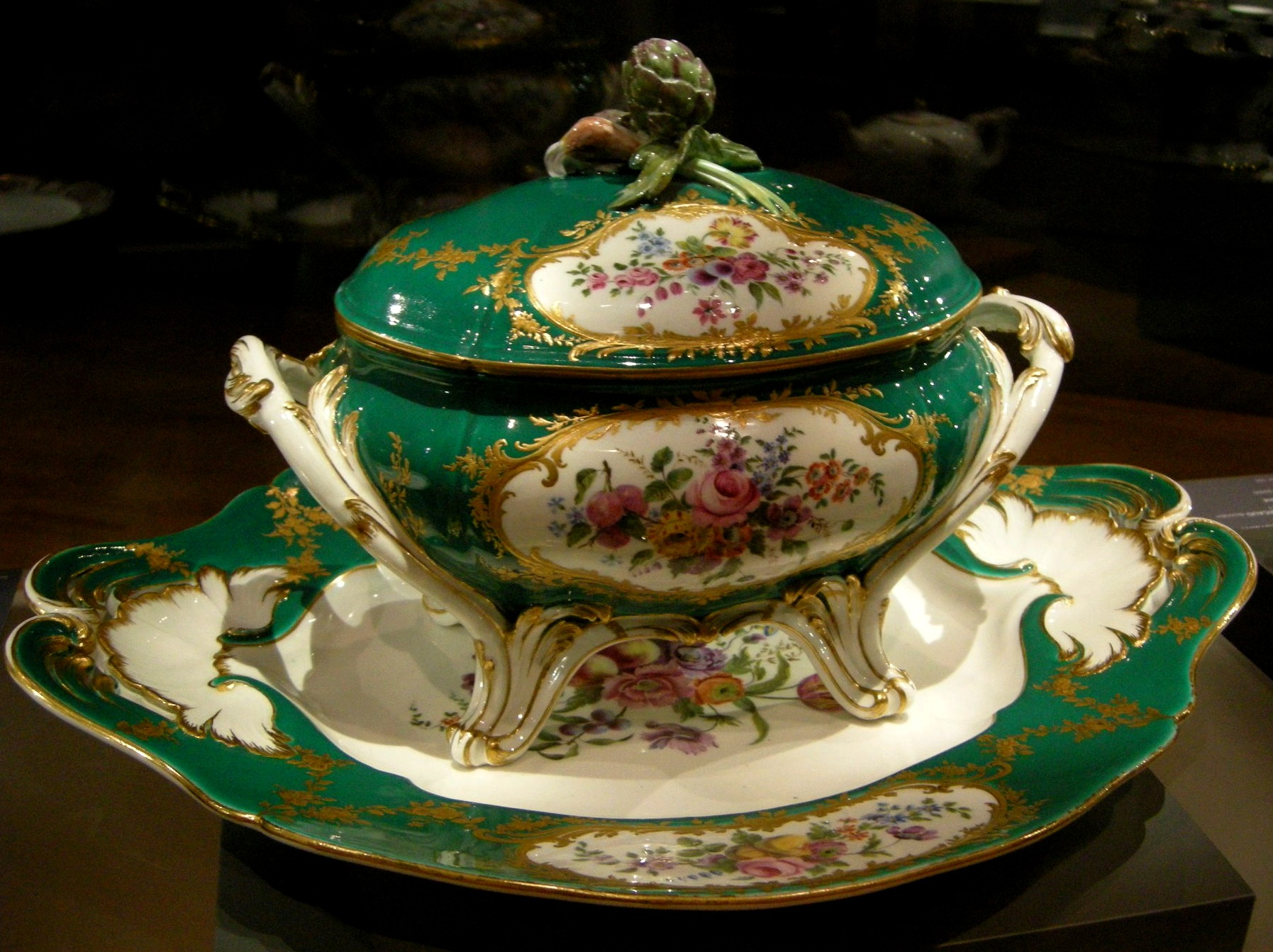
자크 프랑수아 미코 (1732/1735–1811)의 뚜껑 있는 그릇, 오스트레일리아 빅토리아 국립 미술관
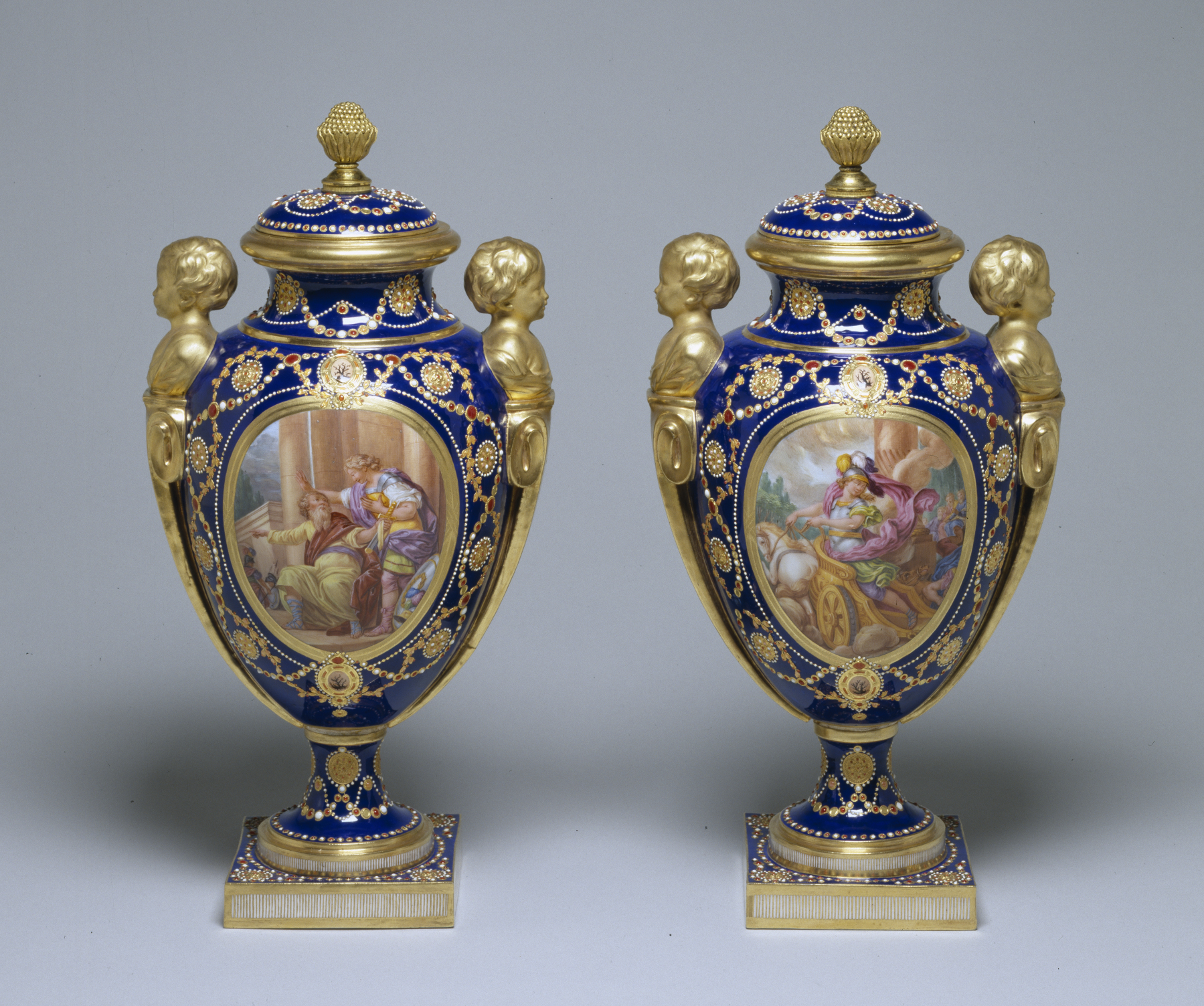
루이 16세를 위해 제작된 화병 쌍, 1778–1782년
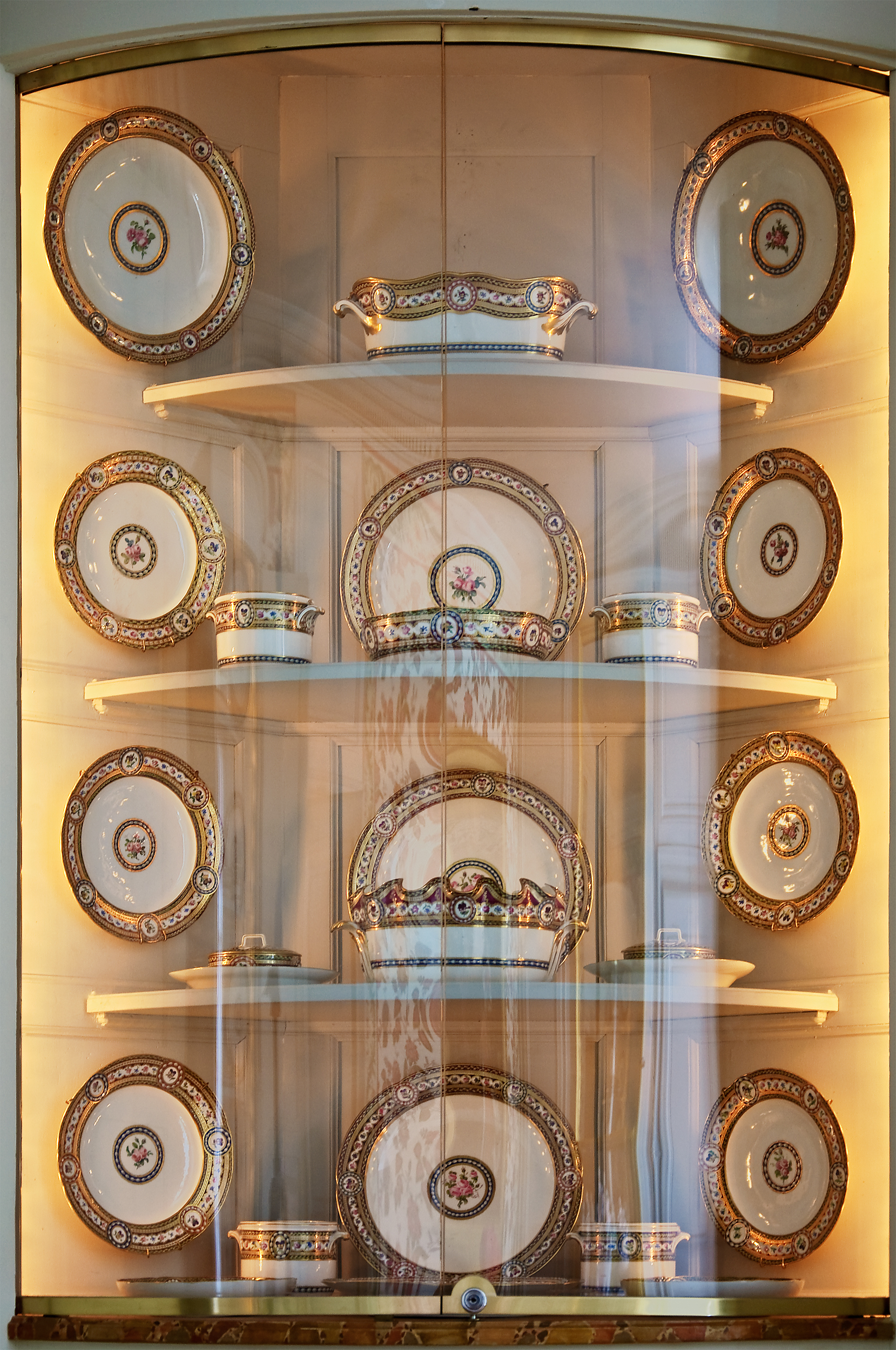
제조소에서 마리 앙투아네트 왕비를 위해 1784년 제작한 "색채와 금이 풍부한 장식"이 있는 서비스 조각
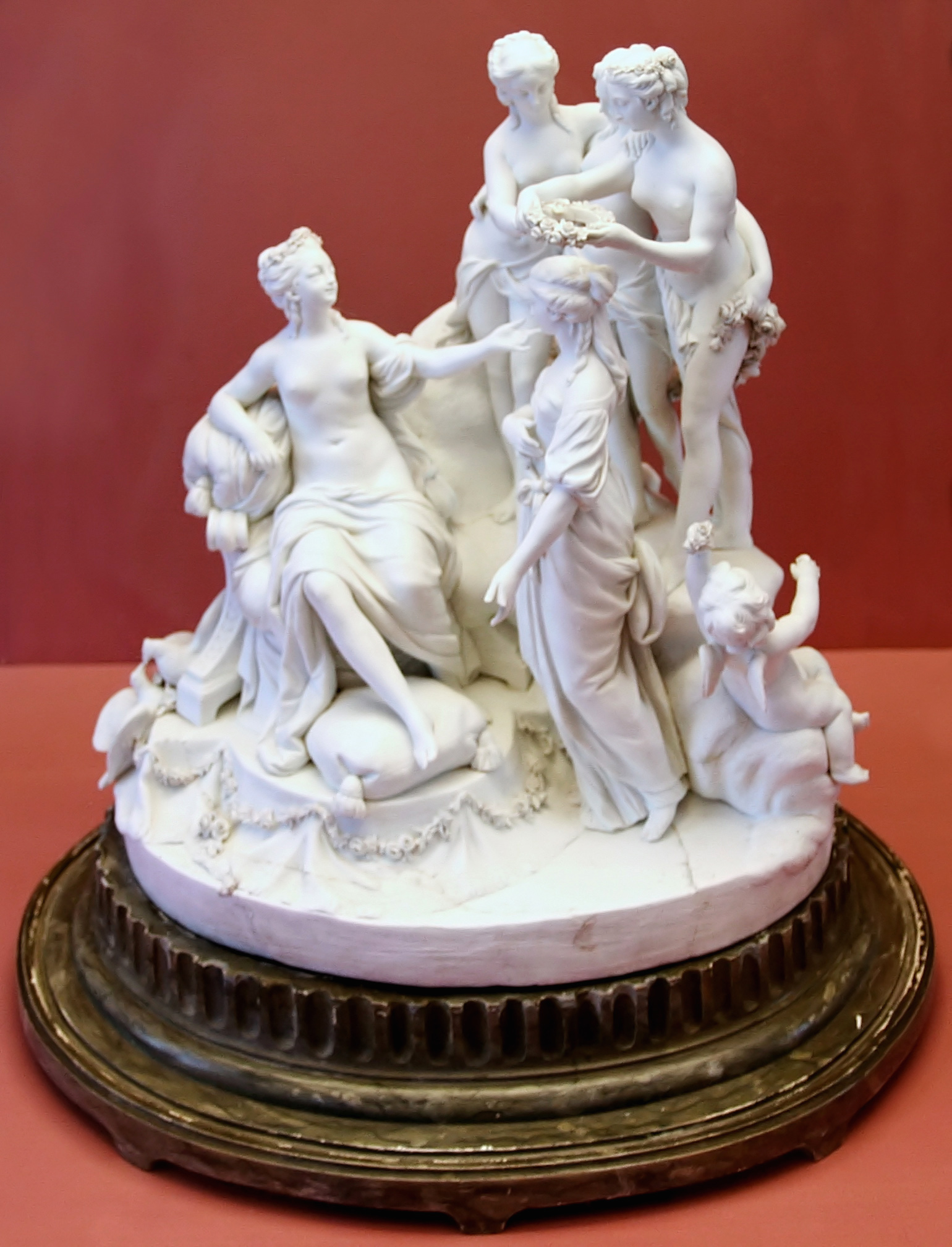
비너스가 아름다움을 왕관을 씌우는 형상 (루브르 박물관, 18세기 말)
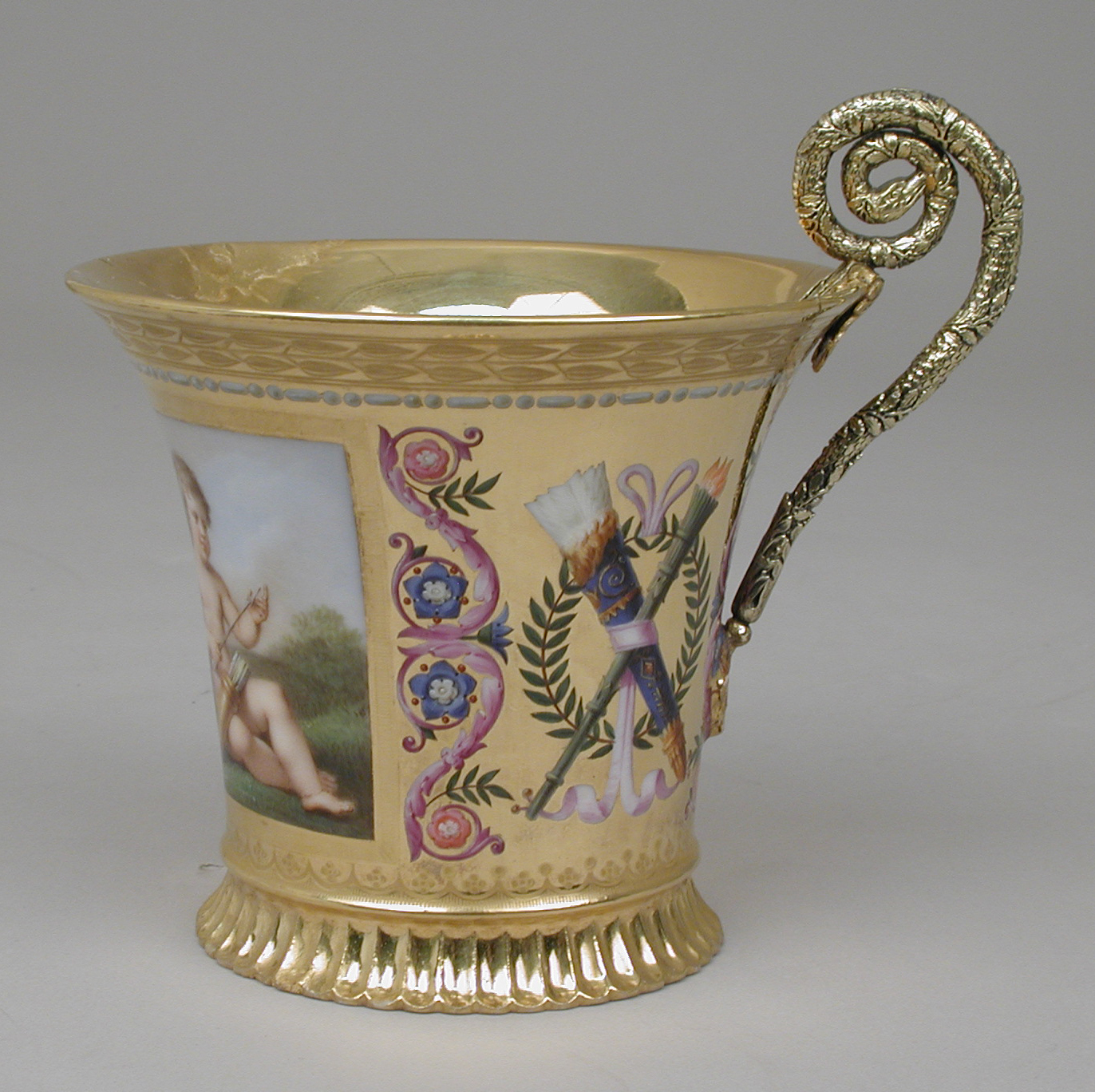
아침 식사 서비스에서 앙피르 양식 컵과 은 손잡이
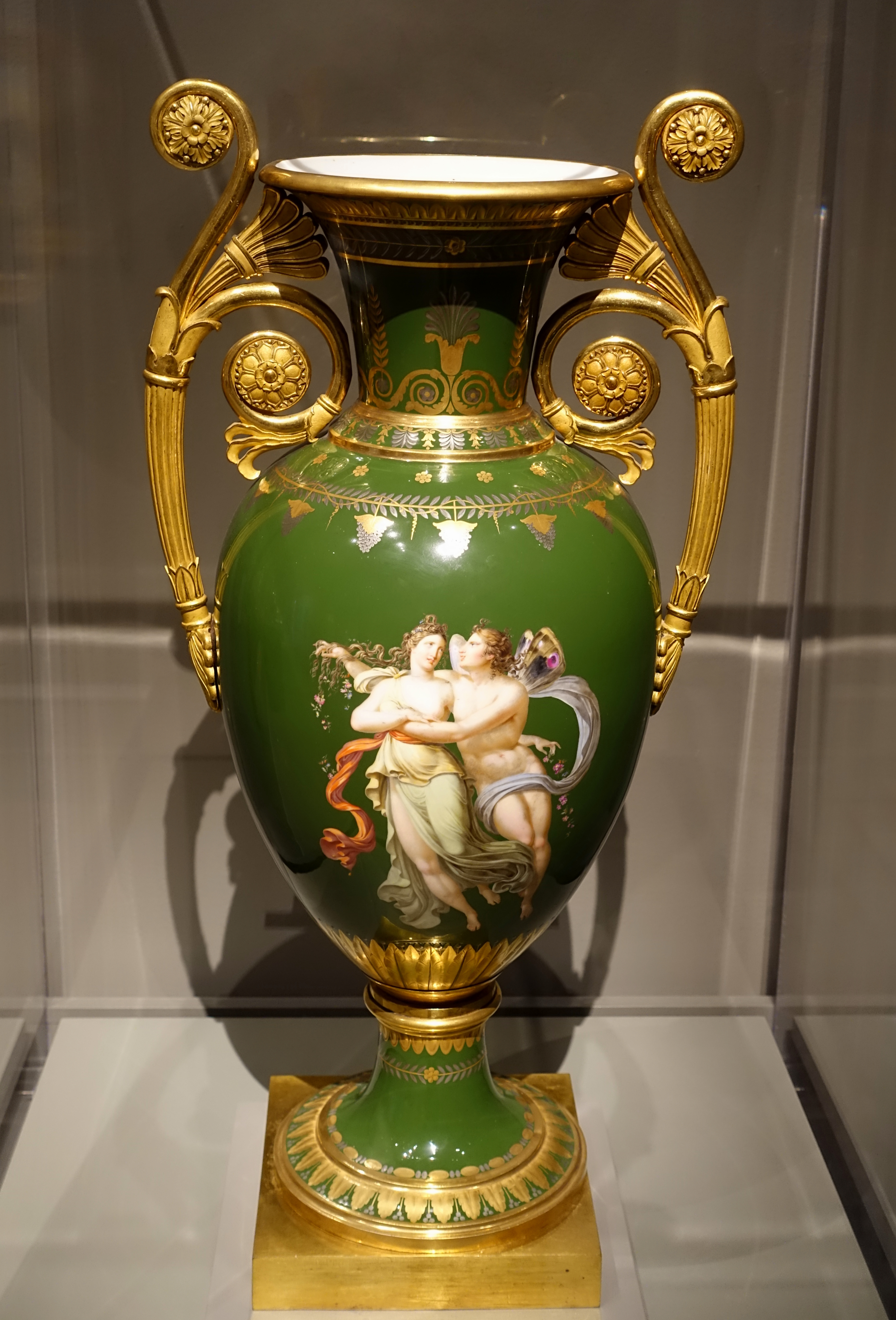
화병 쌍 중 하나, 1809년
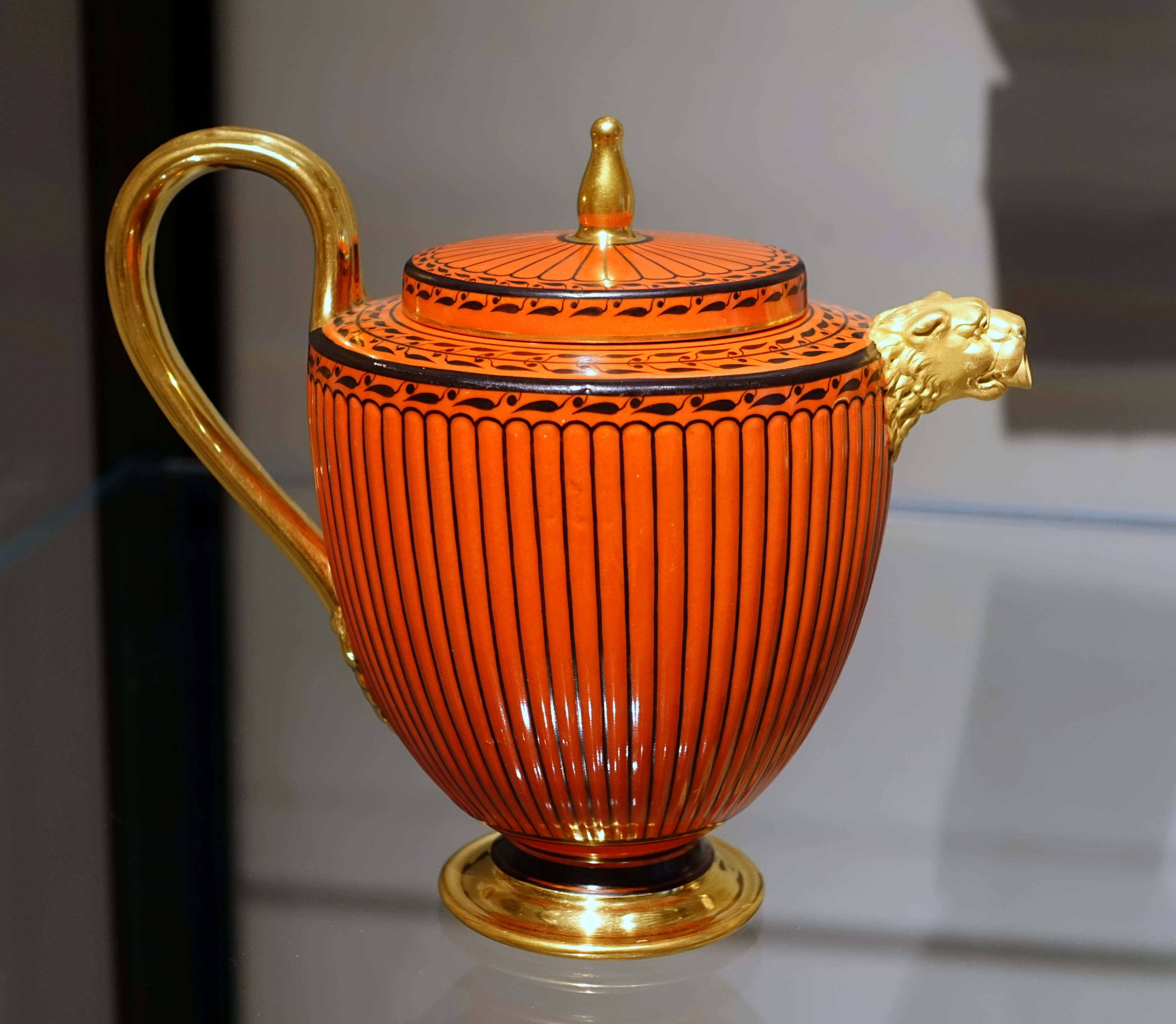
주전자, 1817년
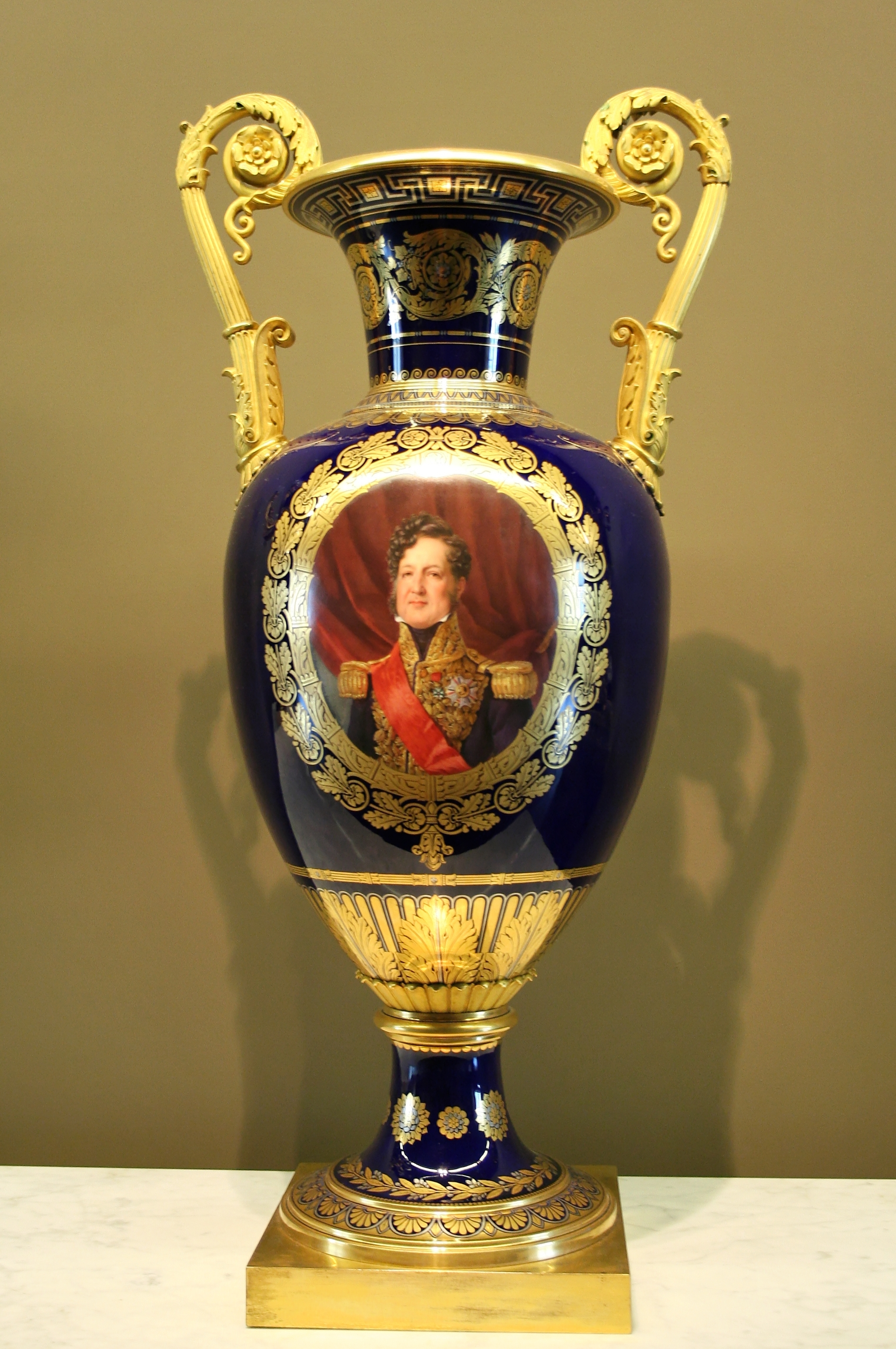
루이 필리프 1세를 묘사한 화병 (루브르 박물관, 1837년)
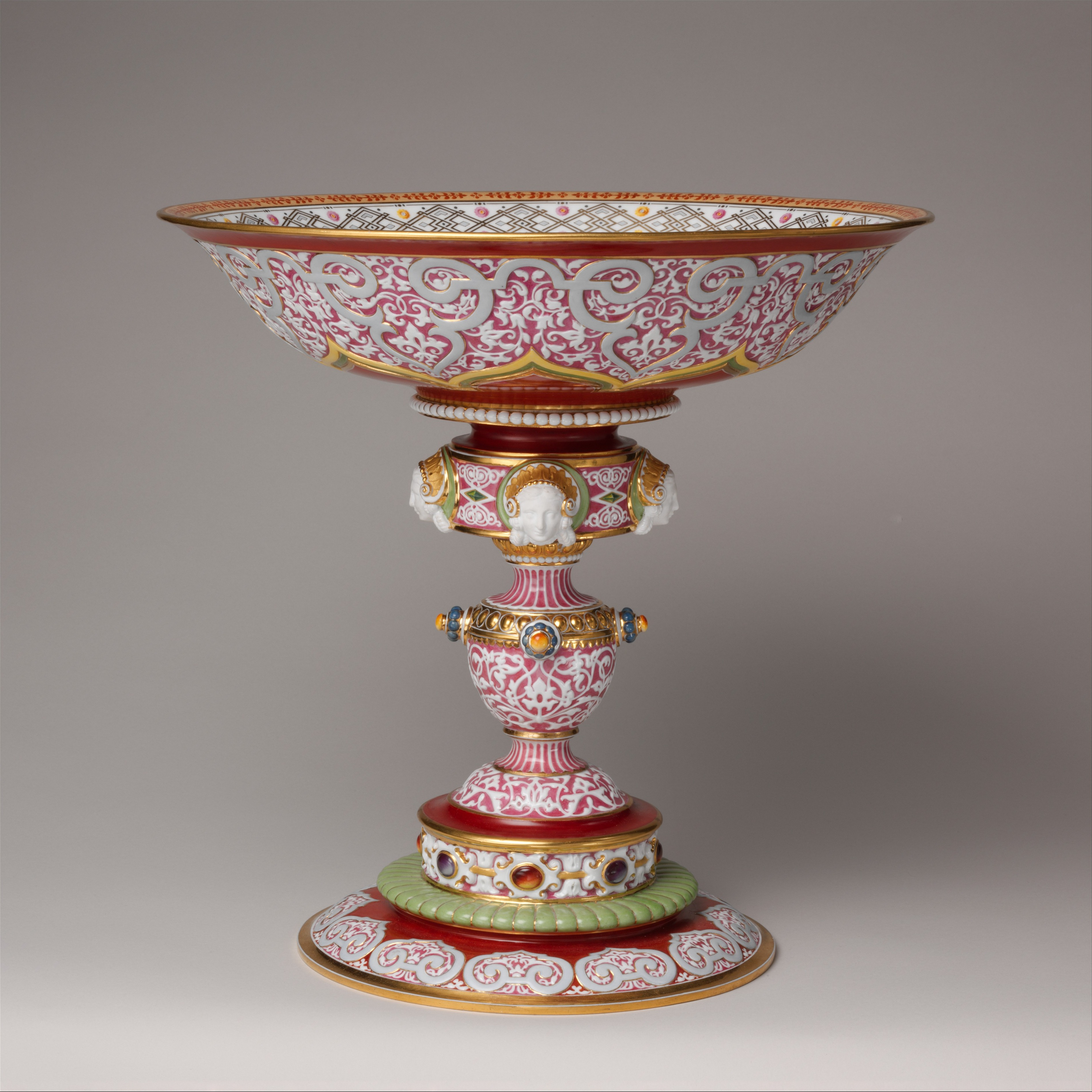
르네상스 금속 공예 및 리모주 에나멜을 모방한 컵, 1837년
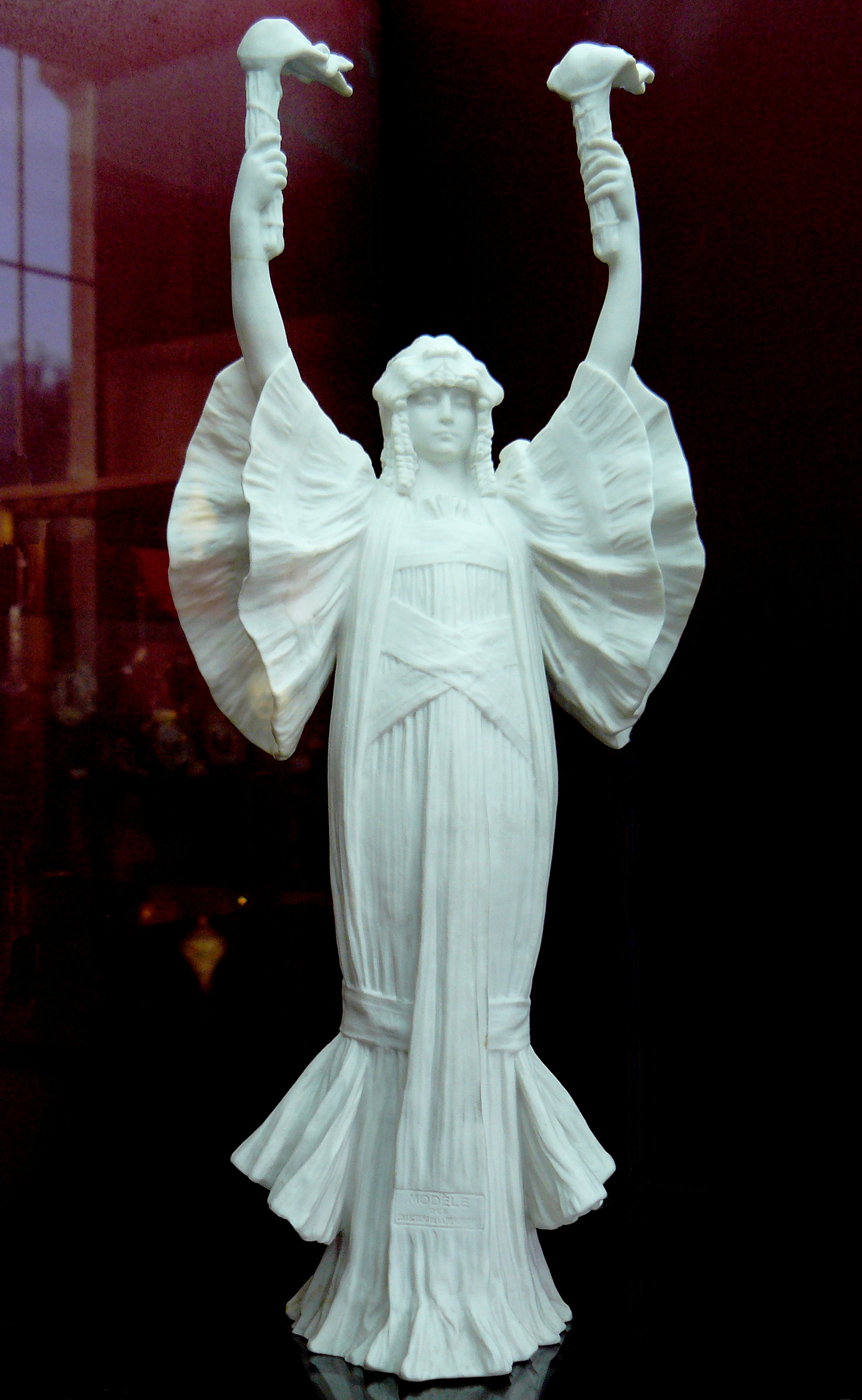
비스킷 자기 형상, 파리 1900년 만국 박람회용
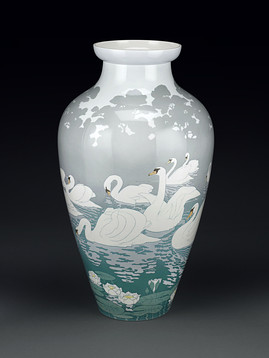
백조 화병, 파리 1900년 만국 박람회용
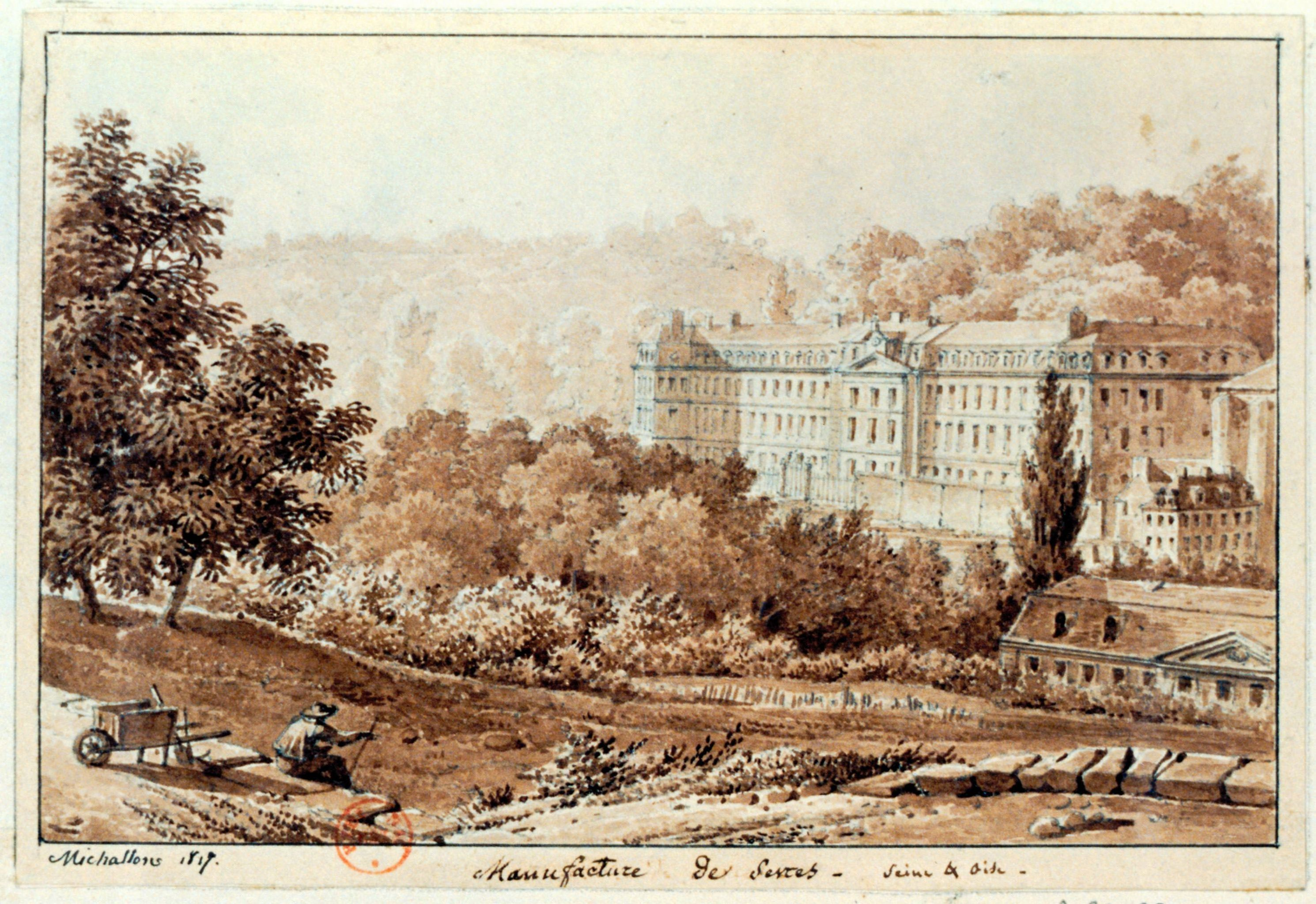
1817년의 세브르 제조소 (현재 건물이 아님), 아실 에트나 미샬롱 작

## 참고 문헌
- 배티, 데이비드, 편집, 소더비 도자기 간결 백과사전, 1990, 콘랜 옥토퍼스. ISBN 1850292515
- Georges Lechevallier-Chevignard, La Manufacture de porcelaine de Sèvres : histoire, organisation, ateliers, musée céramique, répertoire des marques et monogrammes d'artistes, Paris, le Livre d'histoire, 2013, Online at
- Tamara Préaud et Guilhem Scherf (ed.), La manufacture des lumières. La sculpture à Sèvres de Louis XV à la Révolution, [Exhibition Catalogue], Éditions Faton, 2015, ISBN 978-287844-206-9
- Zarucchi, Jeanne Morgan, "The Shepherdess' Progress: From Favart to Boucher to Sèvres," Konsthistorisk tidskrift (Journal of Art History), Vol. 85, No. 2 (2016), pp. 141–58.